# Episodi di Pocket Monsters XY
La serie Pokémon XY (ポケットモンスターＸＹ?, Pocket Monsters XY) è stata trasmessa in Giappone dal 17 ottobre 2013 al 27 ottobre 2016.

Logo italiano della prima serie

La serie è basata sui videogiochi di sesta generazione Pokémon X e Y ed è ambientata nella regione di Kalos. In Giappone è suddivisa in due stagioni: Pocket Monsters XY e Pocket Monsters XY&Z. In Occidente, invece, è suddivisa in tre stagioni: Pokémon: Serie XY, Pokémon: Serie XY - Esplorazioni a Kalos e Pokémon: Serie XYZ.

## Pokémon: Serie XY
I primi due episodi della diciassettesima stagione, denominata Pokémon: Serie XY, sono stati trasmessi in contemporanea negli Stati Uniti d'America, su Cartoon Network USA, ed in Italia, su K2, il 19 ottobre 2013. In Italia la stagione è stata in seguito trasmessa su Disney XD dal 16 aprile 2014. I nuovi episodi della diciassettesima stagione sono stati successivamente ritrasmessi anche da K2 dal 24 aprile 2014.
Gli episodi Il risveglio del gigante addormentato!, Piano di conquista! e Lotte blasonate al castello!, rispettivamente il numero 18, 19 e 20, sono stati trasmessi in lingua italiana rispettivamente il 15, il 16 e il 19 maggio 2014 alcuni giorni prima della trasmissione sulle reti statunitensi, previsti per il 17, il 24 maggio e il 7 giugno.

## Pokémon: Serie XY - Esplorazioni a Kalos
La diciottesima stagione è stata trasmessa negli Stati Uniti da Cartoon Network USA dal 7 febbraio al 19 dicembre 2015. In Italia è andata in onda su K2 dal 25 aprile al 26 dicembre 2015 e su Disney XD dal 3 ottobre 2015.
| Nº                                                    | Titolo italiano Giapponese 「Kanji」 - Inglese | In onda           | In onda          |
| Nº                                                    | Titolo italiano Giapponese 「Kanji」 - Inglese | Giapponese        | Italiano         |
| Pokémon: Serie XY - Esplorazioni a Kalos (45 episodi) | |                   |                  |
| 849                                                   | Alla ricerca del partner perfetto! 「踊れヤンチャム、魅せろフォッコ！明日へのステップ！！」 - Pathways to Performance Partnering! | 13 novembre 2014  | 25 aprile 2015   |
| 849                                                   | Pancham e Chespin non vanno per nulla d’accordo e durante una lite si imbattono in una ragazza di nome Nenè, che insieme ai suoi Smoochum e Farfetch’d si sta preparando, come Serena, per il Varietà Pokémon. Presentatasi al gruppo, ella fa subito amicizia con Serena e le due decidono di sottoporre le loro coreografie al giudizio degli amici così da averne dei pareri per migliorare, ma Jessie è pronta a rapire Smoochum, che considera fondamentale per vincere il Varietà. Nel mentre Chespin continua a rivaleggiare con Pancham perché geloso dell’attenzione che quest’ultimo riceve per le sue performance. Il Team Rocket si spaccia da compagnia di coreografi e riesce a sottrarre i Pokémon del gruppo, ma è tuttavia sconfitto da Pancham e Chespin che sotterrano momentaneamente l’ascia di guerra e uniscono le forze per salvare gli amici. A fine giornata Nenè saluta il gruppo con l’obiettivo di misurarsi in futuro con Serena. |                   |                  |
| 850                                                   | Quando luce e oscurità s’incontrano! 「ルチャブルとダークルチャブル！」 - When Dark and Light Collide! | 27 novembre 2014  | 25 aprile 2015   |
| 850                                                   | Ash e i suoi amici fanno la conoscenza di Zeno, regista di un genere di spettacolo chiamato Commedia della Lotta Pokémon, che combina teatro e recitazione con lotte Pokémon. L’uomo sta provando con i suoi Snubbull, Hawlucha cromatico e Gallade, il quale però si infortuna ed è costretto a rinunciare alla prima la sera seguente. L’Hawlucha di Ash viene scelto come sostituto e la storia viene modificata così che i due Pokémon Lottalibera, uno Splendor, l’altro Ombra, duellino in scena. Il Pokémon di Ash però non comprende il significato della recitazione e non sembra in grado di portare a termine il compito richiestogli, ma la storia dell’Hawulucha di Zeno lo ispira e motiva: il suo compagno di scena e rivale era il campione del Torneo di Pokémon Lotta di Kalos, ma durante un match si provocò un infortunio che ne compromise la carriera; Zeno allora pensò alle Commedie di Lotta per dare un nuovo obiettivo al Pokémon, che mette in esse tutto sé stesso. I due Hawlucha si allenano insieme e il giorno dopo danno vita ad un grande spettacolo. |                   |                  |
| 851                                                   | Una sfida in incognito! 「忍法対決！ゲコガシラ対ガメノデス！！」 - A Stealthy Challenge! | 11 dicembre 2014  | 2 maggio 2015    |
| 851                                                   | Riposando lungo un corso d’acqua nella foresta, Ash e i suoi amici scorgono nella corrente un ragazzo in difficoltà: è il loro amico Sanpei col suo Greninja, gravemente avvelenato. Appena portati in salvo i due, gli allenatori vengono attaccati da un ninja col suo Barbaracle, dal quale riescono a fuggire grazie a Sanpei. Il giovane ninja spiega loro che il suo maestro Saizo lo ha incaricato di portare una pergamena presso una villa oltre la foresta entro il tramonto, ma durante il tragitto è stato attaccato da questo oscuro nemico. Ash e gli altri si propongono di aiutare Sanpei e si incamminano lungo un’irta scorciatoia tra le rocce, ma sono di nuovo raggiunti dal misterioso ninja che combatte ancora contro Ash e Sanpei, rimasti da soli dopo che Serena, Lem e Clem sono spariti durante l’attraversamento di una grotta. Nella lotta Froakie si evolve in Frogadier e il ninja scappa. Arrivati alla villa, dove trovano i loro amici incolumi, Ash e Sanpei scoprono che lo sconosciuto assalitore è niente altro che Saizo, che ha voluto mettere alla prova il suo discepolo. |                   |                  |
| 852                                                   | O la va o la spacca! 「セレナの本気！激走メェークルレース！」 - A Race for Home! | 18 dicembre 2014  | 9 maggio 2015    |
| 852                                                   | Ash e i suoi amici fanno tappa alla Fattoria Pianomar, nota per i suoi Skiddo che ne fanno un noto luogo sia di ristoro (per i prodotti caseari preparati col loro latte) che di allenamento, dove i principianti si formano per la Formula Rhyhorn. I ragazzi sono infatti accolti dalla madre di Serena, Primula, al ranch come insegnante d’eccezione. Guardando Clem alle prese con la sua prima lezione di Formula Rhyhorn, che la bambina affronta con entusiasmo e leggerezza tra le lodi di Primula per il suo talento, Serena si intristisce ripensando a come invece ella da piccola abbia fallito, non sentendo di essere stata all’altezza delle aspettative della madre. Durante il pranzo Serena non ha ancora il coraggio di parlarle del proprio sogno di Performer Pokémon, nel timore che Primula pensi sia un suo ennesimo vago progetto, e nel pomeriggio prova appartata le coreografie con Fennekin e Pancham, che però la donna osserva di nascosto. Quando il Team Rocket scappa con delle forme di formaggio, Serena è capace di una grande prova di Formula Rhyhorn dimostrando di aver fatto tesoro degli insegnamenti della madre, che si congratula con lei una volta sconfitto il Team, ma le impone di tornare a casa per allenarsi. Serena trova la forza di dirle che vuole diventare una Performer e la sfida ad una corsa con gli Skiddo: se dovesse vincere, ella potrà continuare il viaggio, altrimenti tornerà a Borgo Bozzetto. Serena vince incredibilmente la gara, ma Primula le confessa che sapeva già tutto e le accorda il permesso di continuare il viaggio.                                                                                |                   |                  |
| 853                                                   | Uniti contro il grande piano! 「カラマネロ対マーイーカ ！絆は世界を救う！！」 - Facing the Grand Design! | 25 dicembre 2014  | 9 maggio 2015    |
| 853                                                   | Di passaggio per la Torre Sublime, formazione rocciosa che si dice sia interessata da avvistamenti UFO, Ash e la sua compagnia si imbattono in un pacifico branco di Inkay e Malamar, il cui avvistamento rallegra anche l’Inkay di James. Tre camion diretti alla montagna sfrecciano quasi investendo gli allenatori, i quali decidono di inseguirli con al seguito un furioso Inkay, che ha intravisto nei veicoli il Malamar malvagio col quale i due gruppi si scontrarono tempo addietro. Il Team Rocket assiste alla preparazione del congegno per la conquista del mondo da parte dei tre Malamar e, scappando, ritrova Ash e compagni; gli allenatori sono inizialmente tratti in salvo dalla stessa Agente Jenny che venne ipnotizzata da Malamar quel giorno all’osservatorio, ma sono poi catturati dai nemici. Solamente Lem, James, Meowth e Inkay riescono a fuggire per pianificare una controffensiva. Inkay chiede aiuto ai Malamar pacifici del bosco, che si uniscono al gruppo per fermare il piano criminale, ma viene poi controllato mentalmente dal Malamar avversario; James riesce però a farlo rinsavire grazie ad una brioche, simbolo di unione e amicizia tra i due, che insieme agli alleati configgono i tre Pokémon. James tenta poi di liberare Inkay per lasciarlo con gli altri esemplari suoi amici, ma il Pokémon torna da lui. |                   |                  |
| 854                                                   | Un incontro scivoloso! 「最弱のドラゴン！ヌメラ登場！！」 - A Slippery Encounter! | 8 gennaio 2015    | 16 maggio 2015   |
| 854                                                   | In cammino per Temperopoli Ash viene colpito in testa da un Goomy che cade dal dorso di uno Swanna in volo. Disidratato e affamato, il Pokémon viene rimesso in sesto dagli allenatori, che realizzano come esso, impaurito dai tipi Coleottero e Folletto (come Dedenne), sia chiaramente traumatizzato da qualcosa, così che Lem inventa una macchina capace di proiettarne i pensieri su schermo: la terra natale di Goomy è stata attaccata da uno sciame di Pokémon insetto e il drago si ritrova su uno Swanna fuggitivo che insieme al proprio stormo vola via. Il Team Rocket fa prigionieri Pikachu e Goomy, che riescono comunque a scappare grazie alla natura scivolosa di quest’ultimo, capace infine di sconfiggere il trio con il suo attacco Pazienza. Goomy chiede ad Ash di poterlo seguire per diventare più forte e il ragazzo lo cattura. |                   |                  |
| 855                                                   | Uno a zero per Goomy! 「デデンネがんばる！ヌメラのために！！」 - One for the Goomy! | 15 gennaio 2015   | 16 maggio 2015   |
| 855                                                   | Gli allenatori e i loro Pokémon si godono un momento di relax presso un fiume, ma Goomy continua ad avere paura di Dedenne. Una colluttazione con il Team Rocket separa Serena, Clem, Dedenne, Goomy e Meowth dalle loro rispettive compagnie e come sempre il felino gioca nuovamente i suoi nemici e li conduce da Jessie e James, contro i quali Serena e Pancham lottano, purtroppo perdendo di vista Goomy. Ash e Lem ritrovano Serena e Clem, ma nel frattempo Il Team Rocket si è impossessato di Goomy, in difesa del quale giunge proprio Dedenne. Il Pokémon Drago, commosso dal gesto del compagno, lo protegge a sua volta superando la sua paura per il tipo Folletto. |                   |                  |
| 856                                                   | Panico a bassa temperatura! 「バニプッチ・パニック！ホワイトアウトはこおりごおり！！」 - Thawing an Icy Panic! | 22 gennaio 2015   | 23 maggio 2015   |
| 856                                                   | Ash, Serena, Lem e Clem arrivano a Temperopoli, città dal clima mite perfetta per i Pokémon di tipo Erba, nella quale si è da poco perso un Vanillite, in cura presso il Centro Pokémon. I ragazzi vi si dirigono per poter vedere il Pokémon ma, inconsapevoli dell’esistenza della monorotaia, si incamminano su per la collina che divide la città in due; qui Lem viene assalito da dei Victreebel per poi essere fortunatamente aiutato dal proprietario del ranch, Amur. Ad attenderli al Centro Pokémon ci sono però Jessie, James e Mewoth che si travestono da Infermiere Joy per sottrarre Venillite, che eppure riesce a chiamare la sua famiglia composta da dei furiosi Vanillish e Venillixue, capaci di seppellire la città sotto delle nevi perenni. Amur giunge prontamente e grazie ai suoi Pokémon Erba sgela l’ambiente circostante placando i Pokémon arrabbiati, che vengono catturati comunque dal trio di criminali, in ultimo sempre sconfitti dal gruppo. Detto addio ai tre Pokémon Ghiaccio, Amur si rivela essere il capopalestra della città. |                   |                  |
| 857                                                   | Non fare d'ogni tipo Erba un fascio! 「ヒヨクジム戦！ゲコガシラVSゴーゴート！！」 - The Green, Green Grass Types of Home! | 29 gennaio 2015   | 23 maggio 2015   |
| 857                                                   | Ash, pronto per sfidare Amur, si allena all’alba sul lungomare di Temperopoli, osservato da un’ispirata Serena, anch’ella già sveglia, trepidante per il suo primo Varietà Pokémon. Scalato il gigantesco albero sulla cui sommità si trova la palestra cittadina, Ash e i suoi amici sono invitati da Amur a svolgere delle attività di giardinaggio: è un’occasione per Ash per sapere calmare la mente e veder meglio i dettagli. Il primo Pokémon di Amur, Jumpluff, crea dei problemi ad Ash col suo Giornodisole, ma Fletchinder lo sconfigge agilmente. Weepinbell, invece, avvelena sia Fletchinder che Hawlucha e li mette al tappeto. L’ultimo Pokémon di Ash è Frogadier, scelto nonostante lo svantaggio di tipo. La combinazione Doppioteam-Aeroassalto manda KO Weepinbell, che viene sostituito da Gogoat, l'asso di Amur. Sul punto di perdere, Ash riesce a vincere la lotta ricordando l’insegnamento del capopalestra. |                   |                  |
| 858                                                   | Sotto l'Albero dell'Amicizia! 「サトシとセレナの初デート！誓いの樹とプレゼント！！」 - Under the Pledging Tree! | 5 febbraio 2015   | 30 maggio 2015   |
| 858                                                   | Usciti dal Centro Pokémon dopo che Serena si è iscritta all’imminente Varietà Pokémon, i ragazzi notano la città in festa. Amur spiega loro che è tempo del Festival di Temperopoli, che ogni anno celebra la fondazione della città da parte di un mitico viaggiatore che donò al suo Skiddo un albero quale segno della loro lunga amicizia; la pianta è poi cresciuta nell’enorme Albero dell’Amicizia, sotto il quale si svolge al tramonto lo scambio di doni tra allenatori e Pokémon. Ash e Serena lasciano i loro Pokémon a Lem che, insieme alla sorella, rimane al Centro Medico per fabbricare il regalo alla sua squadra. I due ragazzi per la prima volta rimangono da soli e visitano la città assieme, ma Ash non trova nulla che lo soddisfi; l’allenatore riceve come premio un nastro azzurro dal personale della monorotaia e grazie alle parole di Serena egli finalmente trova il regalo perfetto: delle bacche. A fine serata Ash dona a Serena il proprio nastro, che ella promette di conservare per sempre. |                   |                  |
| 859                                                   | Debutto al Varietà! 「目指せカロスクイン！セレナ、デビューです！！」 - Showcase, Debut! | 12 febbraio 2015  | 30 maggio 2015   |
| 859                                                   | E’ arrivato il giorno del primo Varietà Pokémon di Serena, al quale partecipano anche Shana e Jessie, quest’ultima nei panni della Performer Jessilee. All’evento giunge, seppur controvoglia, anche Paloma, celebre veterana ed ex stella del Varietà, in cerca di nuovi talenti in grado di eguagliare Aria. Monsieur Pierre, aiutato dal suo Klefki, introduce l’Esibizione a tema – in questo caso dedicata allo styling Pokémon – nella quale le Performer sono abbinate in gironi a tre che solamente una sola supererà, grazie alle preferenze del pubblico in sala tramite dei bastoncini illuminati del colore corrispondente ad ognuna. Nel primo gruppo trionfa Shana, che elimina Jessie e Geraldine. Serena, nel girone con Blanca e Cirilla, abbina a Fennekin un nastro troppo lungo e il Pokémon vi inciampa durante la sfilata, decretando per la novella Performer un’umiliante eliminazione. La Chiave della Principessa viene vinta da Shana con l’Esibizione libera insieme a Bulbasaur e Flabébé. All’alba Serena, che finora aveva ostentato sicurezza e tranquillità, si dirige al molo e scoppia in un pianto liberatorio per poi essere consolata da Fennekin e Pancham, allorché Paloma, che sta passando in quel momento in limousine, la riconosce e rimane colpita dall’intenso legame che la ragazza ha con i suoi Pokémon. Serena prende coscienza di essere finalmente una Performer e nell’intenzione di voltare pagina, facendo tesoro di tutte le esperienze passate, si taglia i capelli e cambia stile. Ash, Lem e Clem rimangono stupiti dal cambiamento della ragazza, che ha anche legato al colletto della camicetta il nastro regalatole da Ash. |                   |                  |
| 860                                                   | Un'oasi di speranza! 「荒野の決闘！戦えヌメラ！！」 - An Oasis of Hope! | 19 febbraio 2015  | 6 giugno 2015    |
| 860                                                   | Lasciata Temperopoli, Ash e i suoi amici si stanno dirigendo a Luminopoli attraverso l’omonima Landa per la quinta lotta in palestra di Ash, proprio contro l’amico e compagno di viaggio Lem. Nel deserto vi è una lussureggiante oasi dove un gruppo di Spoink vive in tranquillità, fino a quando un Grumpig inizia a spadroneggiare e sottomette tutti i piccoli Pokémon al suo volere. Un esemplare di questi si avventura nella Landa in cerca di aiuto e trova Ash, che si sta allenando con Goomy. Il gruppo di amici non riesce a superare le abilità psichiche di Grumpig e viene rinchiuso in una grotta dai veri autori dell’assalto alla oasi: Jessie, James e Meowth, i quali hanno plagiato Grumpig per sottrarre cibo agli Spoink. Di fronte a Dedenne che viene sconfitto dal Pokémon Raggiro, Goomy si evolve in Sliggoo e lo sconfigge. Grumpig chiede perdono agli Spoink e rimane a vivere con loro all’oasi. |                   |                  |
| 861                                                   | Oggi trionfa la determinazione! Il futuro è qui! 「サイエンスの未来を守れ！電気の迷宮！！」 - The Future Is Now, Thanks to Determination! | 26 febbraio 2015  | 6 giugno 2015    |
| 861                                                   | Sempre in viaggio per la Landa di Luminopoli, Lem inizia a pensare di non essere all’altezza di Ash in vista della loro lotta in palestra, avendo assistito ai progressi dell’amico da quando sono partiti. Il gruppo passa dalla Centrale di Kalos, che fornisce elettricità alla metropoli grazie all’energia solare e alla quale ha lavorato anche Lem. L’impianto ha tuttavia qualcosa di strano e infatti appena avvicinatisi Pikuachu, Dedenne e Luxio rimangono come ipnotizzati e, insieme ad altri Pokémon Elettro, sono attirati al suo interno. Gli allenatori si introducono nella centrale tramite il condotto d’aerazione e si imbattono negli impiegati imprigionati da Jessie, James e Meowth, che li hanno ingannati fingendosi poveri vagabondi. Liberati, i lavoratori aiutano Ash e i suoi amici a raggiungere la sala controllo, dove il Team Rocket li gioca cercando di far rivoltare Pikachu e Luxio contro Ash e Lem. Luxio salva Pikachu e grazie all’affetto di Lem riesce a superare il controllo mentale e si evolve in Luxray, che con Campo Elettrico manda in fumo i progetti del Team. Quando uno degli addetti parte per Luminopoli in elicottero, Lem decide di seguirlo e anticipare gli amici separandosi dal gruppo, volendo migliorare nella lotta e prepararsi all’incontro con Ash. |                   |                  |
| 862                                                   | Un bivio all'orizzonte... le strade si separano? 「迷い道は分かれ道！？ムサシとソーナンス！！」 - A Fork in the Road! A Parting of the Ways! | 5 marzo 2015      | 13 giugno 2015   |
| 862                                                   | In seguito all’ennesimo volo esplosivo del Team Rocket per mano di Pikachu, Jessie e Wobbuffet si ritrovano separati da James, Meowth e Pumpkaboo. Su un promontorio a picco su un lago Jessie viene a contatto con le spore paralizzanti di un Gloom e precipita nelle acque sottostanti per poi essere soccorsa da Salvo, un medico di campagna che gestisce una clinica nella foresta. Jessie si invaghisce del suo salvatore e inizia a vedere in una vita con lui un futuro migliore, felice anche di vedere che il suo Wobbuffet ha fatto amicizia con l’esemplare femmina di Salvo e i suoi Wynaut. Nel frattempo un bracconiere di Pokémon si aggira per la zona e Dedenne rimane vittima di una sua trappola, al che i ragazzi si recano alla clinica di Salvo, dove Jessie dice ad Ash e ai suoi amici di aver abbandonato il crimine per stare con il medico; James e Meowth, che proprio in quel momento hanno trovato la loro compagna, ascoltano la sua confessione e decidono di lasciarla alla sua felicità senza farsi vedere. Nell’andar via i due si imbattono nel cacciatore di Pokémon, che rapisce Meowth, Inkay e Pumkaboo, costringendo James a chiedere una mano ad Ash per non disturbare Jessie, che però ha sentito tutto e risponde alla chiamata dei suoi compagni, anche resasi conto che Salvo non la ama, preferendole la sua amica di lunga data Beatrice; lasciato Wobbuffet alle cure del dottore, Jessie si precipita dai suoi amici, ma nel momento del bisogno il Pokémon fa ritorno per riunirsi alla sua allenatrice e sconfigge il bracconiere, che viene arrestato. Il Team Rocket si riunisce e riparte nella notte.                            |                   |                  |
| 863                                                   | Lotta con stile e un sorriso smagliante! 「フォッコVSマフォクシー！華麗なるパフォーマンスバトル！！」 - Battling with Elegance and a Big Smile! | 12 marzo 2015     | 13 giugno 2015   |
| 863                                                   | Fermatisi ad un Centro Pokémon in una pittoresca città, Ash, Serena e Clem vedono alla Pokévisione un servizio su Shana. Serena è ispirata e si allena col supporto di Ash e Clem, ma l’intesa tra Fennekin e Pancham lascia a desiderare e una serie di errori dei due Pokémon li porta a litigare. Serena, frustrata per la situazione, perde le staffe e li sgrida duramente, ma accortasi della sua brutta reazione e provando un po’ vergogna scappa per trovare un momento per sé. Per le strade della città incontra una ragazza, Arianna, che la tira su di morale e la invita a fare compere assieme; la giovane sconosciuta è nientemeno che la “Regina di Kalos” Aria, difficilmente riconoscibile senza gli abiti di scena. Serena sceglie per lei un bracciale azzurro e ad un café Aria la invita a tornare dai suoi Pokémon, continuando a rimarcare l’importanza del sorriso per una Performer, che deve essere d’esempio per il pubblico. Serena raggiunge i suoi amici e dopo aver chiesto scusa a Fennekin e Pancham viene sfidata da Aria in una lotta in doppio. La ragazza schiera Aromatisse e Delphox e dall’eleganza delle mosse il gruppo di amici capisce che si tratta di una Performer di alto livello; durante l’incontro Serena ricorda gli insegnamenti di Aria e ciò fa evolvere Fennekin in Braixen, tuttavia sul più bello l’avversaria è richiamata dal suo staff e abbandona l’incontro. Vedendo poi Aria alla Pokèvisione, Serena nota il bracciale azzurro e realizza la sua vera identità. Nel frattempo alla palestra di Luminopoli un ragazzo col suo Treecko sfida invano Lem.                                                                   |                   |                  |
| 864                                                   | Buoni amici, ottimo allenamento! 「カメール、ライチュウ登場！ヌメイルがんばる！！」 - Good Friends, Great Training! | 26 marzo 2015     | 20 giugno 2015   |
| 864                                                   | Il gruppo incontra nuovamente Tierno, che mostra agli allenatori la sua Medaglia Voltaggio, vinta contro Lembot, nonché la sua completa squadra di Pokémon, tutti specializzati nel suo tipico stile di lotta basato sulla danza. Tierno e Ash vogliono affrontarsi in un incontro di allenamento, ma questo viene interrotto dal Team Rocket, che ha messo a punto un robot per la cattura automatica di Pikachu. Per la sfortuna dei criminali il dispositivo porta loro il Raichu di Tierno insieme a Wartortle, evoluzione del suo Squirtle, e Sliggoo. I tre Pokémon riescono a liberarsi e, trovati da Tierno e Clem, si riuniscono al gruppo di allenatori, il quale però viene ben presto raggiunto dal robot cattura-Pikachu e dal Team Rocket. La collusione fra le due fazioni fa esplodere il marchingegno che sparge fiamme ovunque, spaventando Sliggoo che rivive il trauma dell’invasione della propria terra. Il Pokémon però reagisce evolvendosi in Goodra che con un potente Pioggiadanza risolve la situazione. Ash e Tierno possono così continuare la lotta in doppio che Ash vince. Ash, Serena e Clem raggiungono Luminopoli. |                   |                  |
| 865                                                   | Faccia a faccia con il lato oscuro! 「ミアレシティ走査線！シトロイド対ブラック・シトロイド！！」 - Confronting the Darkness! | 2 aprile 2015     | 20 giugno 2015   |
| 865                                                   | Ash, Serena e Clem si ricongiungono al loro amico Lem, che li attende alla sua palestra. Ash e Lem sono pronti per la loro lotta, ma improvvisamente l’Agente Jenny li interrompe per arrestare Lembot, che fa da giudice dell’incontro. Un robot all’apparenza identico a Lembot ha recentemente compiuto furti e mascalzonate per la città, ma i ragazzi sanno che si tratta per forza di un malinteso e iniziano a cercare il colpevole insieme ad Alexia e alla Maschera di Blaziken. Lem scopre che il suo computer è stato hackerato da Belmondo, studioso dell’università cittadina che ha rubato il progetto di Lembot per costruire un Anti-Lembot più forte. Rintracciato presso il Museo di Luminopoli Belmondo viene poi sconfitto da Lem in una lotta per il bene della scienza. Sistemata la questione giudiziaria con Lembot, Ash e Lem possono ora finalmente dedicarsi alla lotta in palestra. |                   |                  |
| 866                                                   | Una conclusione luminosa! 「ミアレジム戦！サトシVSシトロン！！」 - Moment of Lumiose Truth! | 9 aprile 2015     | 27 giugno 2015   |
| 866                                                   | Lem inizia l’incontro con Bunnelby, mentre Ash sceglie Pikachu, in una nuova edizione della loro prima lotta il giorno che si conobbero quando Ash arrivò a Kalos. Il Pokémon di Lem è migliorato e ha appreso Sprizzalampo, ma non basta contro Pikachu. Anche Heliolisk, dapprima in vantaggio grazie alla sua velocità e a Caricaparabola, viene sconfitto da Ash con il suo Hawlucha grazie allo spirito d’osservazione dell’allenatore di Biancavilla. In svantaggio, Lem gioca il suo asso Luxray, che con Campo Elettrico e Sprizzalampo si libera facilmente sia di Hawlucha che di Pikachu. Goodra, già paralizzato a causa del Tuononda di Heliolisk, si ristabilisce grazie a Pioggiadanza; Ash, puntando tutto su Pazienza, lasche che il Pokémon venga colpito da Luxray, il quale alla fine cede di fronte al temibile attacco finale di Goodra Ash conquista la sua quinta medaglia e Serena suggerisce agli amici, che ricostituito il gruppo tornando a viaggiare insieme, di andare verso nord alla palestra di Romantopoli. |                   |                  |
| 867                                                   | Il mega legame di Garchomp! 「狙われたメガシンカ！ガブリアスの絆！！」 - Garchomp's Mega Bond! | 16 aprile 2015    | 27 giugno 2015   |
| 867                                                   | Prima di lasciare Luminopoli Ash e compagnia decidono di far visita al Professor Platan, che ha recuperato sia una Pietrachiave che una Garchompite da studiare per il suo Pokémon Drago. Anche Meyer è al laboratorio per riparare un motore. La ricerca è interrotta dal Team Rocket che piomba al laboratorio con un proprio mecha e porta via sia le due pietre che Garchomp. Lem inventa un radar capace di individuare i ladri e che permette al gruppo di inseguirli nella foresta fuori città, ma il trio di cattivi riesce fortuitamente ad ostacolare l’arrivo dei ragazzi e anche a controllare mentalmente Garchomp. Platan ricorda quando il suo assistente Alan portò il Pokémon al laboratorio quando era ancora un Gible bisognoso di cure; lontano da lui anche Garchomp rivive le emozioni e i ricordi vissuti col professore, impedendo a James di farlo megaevolvere. L’istinto di Platan lo guida al Pokémon e lo studioso chiede alla Maschera di Blaziken, nel frattempo sopraggiunta in aiuto dei ragazzi, di prestargli la sua Pietrachiave per far megaevolvere Garchomp. L’evoluzione ha successo e il legame dei due rompe il controllo mentale del Pokémon, che sconfigge il Team Rocket. Platan annusa dell’olio sulla Pietrachiave del supereroe e una volta in città chiede a Meyer di aiutarlo con le sue ricerche sulla megaevoluzione. |                   |                  |
| 868                                                   | Difenderò la mia casa! 「湿地帯の戦い！ヌメルゴン対フラージェス！！」 - Defending the Homeland! | 23 aprile 2015    | 3 ottobre 2015   |
| 868                                                   | Durante un picnic sulla via per Romantopoli un uomo di nome Keanan e il suo Bellsprout riconoscono in Goodra il loro vecchio amico Goomy. Il signore spiega ad Ash di essere il custode delle paludi del Percorso 14, luogo natio del Pokémon, e i ragazzi decidono, con qualche preoccupazione da parte di Goodra, di visitarle. Keanan spiega loro come sono andati i fatti: un giorno dei Pokémon aggressivi comandati da un Florges hanno preso possesso della fonte curativa della zona e Goomy, come risultato di un attacco nemico, è stato scagliato casualmente su uno Swanna; il resto dei suoi amici vive rintanato in una piccola zona lontano da Florges. Il Pokémon Folletto viene a conoscenza del ritorno di Goodra e ingaggia con esso una battaglia per la supremazia del territorio, alla quale Ash è proibito prender parte per ordine di Keanan. Durante la lotta Goodra viene colpito a tradimento da un Palla Ombra e uno Psicoraggio dalla provenienza non chiara e il Pokémon viene lasciato alle cure del gruppo. Dietro all’imboscata c’è il Team Rocket, che sta manipolando Florges il cui unico desiderio è curare il proprio piccolo Floette. La sera notte un Ariados rapisce Pikachu, Dedenne e Wooper, il miglior amico di Goodra. |                   |                  |
| 869                                                   | Al di là dell'arcobaleno! 「決着！ヌメルゴン虹の彼方へ！！」 - Beyond the Rainbow! | 30 aprile 2015    | 10 ottobre 2015  |
| 869                                                   | Nel momento in cui Ash e Goodra stanno per partire all’inseguimento, Lem e Keanan informano gli amici che i due attacchi non identificati erano di Pumpkaboo e Inkay del Team Rocket. Precipitatosi alla fonte dove risiede Florges, il quale crede che i ragazzi stiano prelevando l’acqua curativa, Ash spiega al Pokémon dell’inganno subìto, quando il Team Rocket rivela il proprio malaffare e scappa sia coi Pokémon che con l’acqua. Ash, Florges e Goodra riescono a salire a bordo dell’aeronave del Team Rocket e a liberare i loro amici sconfiggendo il trio in una lotta. Nonostante il salvataggio l’acqua è andata perduta e il terreno della palude è arido così come la fonte è prosciugata; Goodra e Florges uniscono le forze e con Pioggiadanza e Campo Erboso risolvono la situazione. Dopo che Floette è guarito i due branchi di Pokémon vivono ora in armonia e Ash legge negli occhi di Goodra la volontà di rimanere con loro, essendo ora diventato forte abbastanza da proteggere tutti. Il gruppo saluta in lacrime il Pokémon e lascia il Percorso 14. |                   |                  |
| 870                                                   | Una giornata nera! 「運勢最悪? ユリーカ対ニャース！！」 - So You're Having a Bad Day! | 7 maggio 2015     | 10 ottobre 2015  |
| 870                                                   | Mentre il gruppo di amici si riposa in collina, Serena controlla le predizioni del futuro sulla sua guida elettronica e queste annunciano una giornata pessima in particolare per Clem, che dovrà fare attenzione agli oggetti d’oro. Dopo che i ragazzi sconfiggono il Team Rocket, arrivato sulla scena con un carico di mele, tre Pangoro furiosi prendono di mira i giovani allenatori e nella foga tutti si dividono scappando. Clem e Meowth si ritrovano legati l’una con l’altro da una liana e affrontano insieme diversi inconvenienti, mentre Ash, Serena e Lem si ricongiungono. I ragazzi però fanno i conti con i Pangoro che tendono loro varie imboscate fino a che, tutti riunitisi, non si scopre che i tre Pokémon sono stati derubati delle mele del loro albero preferito e credevano che fossero stati gli allenatori a prenderle; sistemato il Team Rocket, cioè il vero colpevole, i Pangoro si concedono un momento di convivialità con i loro nuovi amici. |                   |                  |
| 871                                                   | Un'ospitalità da paura! 「こわいイエのおもてなし！」 - Scary Hospitality! | 14 maggio 2015    | 17 ottobre 2015  |
| 871                                                   | Ash e i suoi amici si imbattono, perdendosi nel bosco, nella “casa stregata”, una villa famosa tra i viaggiatori che si dice abitata da spiriti inquieti. Ad accoglierli c’è il signor Lon, un anziano che sfata invece le dicerie e li invita a ripararsi dalle intemperie. Lem tuttavia è sospettoso dell’uomo in quanto ogni sua premura pare appositamente riservata per loro nonostante egli non potesse sapere del loro arrivo. Durante un colloquio col signore accadono dei fenomeni paranormali del quale egli giura di non saper nulla, i quali tuttavia vengono svelati da Lem grazie ad una sua invenzione: i responsabili sono i Gastly, Haunter e Gengar di Lon, che confessa gli scherzi. Improvvisamente Clem scompare, seguita da Ash e Serena. Lem, rimasto solo con un turbato Lon, si dirige negli scantinati dove trova i suoi amici e un diario, nel quale vi sono le memorie e la foto di un ragazzino che abitò la casa stregata. Quel bambino era proprio Lon, che però si rivela per l’orrore dei ragazzi un vero fantasma, visto che la foto è datata più di duecento anni prima. La mattina seguente gli amici si svegliano su un prato credendo di aver avuto un sogno, ma Clem custodisce per sé una foto che la ritrae allegramente con gli spettri. |                   |                  |
| 872                                                   | Una lotta elegante! 「ファッションショーでバトルです！タツベイVSシュシュプ！！」 - A Fashionable Battle! | 21 maggio 2015    | 17 ottobre 2015  |
| 872                                                   | Arrivati a Romantopoli, Ash non sta più nella pelle per la sua lotta in palestra, ma anche Serena è emozionata, desiderosa di incontrare la stilista Valérie, che ha una boutique proprio nella palestra della città in quanto, con sorpresa di Ash, ella è anche la capopalestra. Le lotte in palestra sono però sospese in quanto per la giornata è prevista una sfilata; sul posto Lem ritrova Sandro, allenatore di Hoenn che per la prima volta si presenta ad Ash, Serena e Clem e come Ash sta collezionando le medaglie di Kalos nel suo primo viaggio. Mentre Serena e Clem guardano i vestiti, Ash e Sandro fanno una lotta in doppio sulla terrazza del palazzo: Frogadier e Hawlucha contro Treecko e Bagon, ma viene interrotta dall’inizio della sfilata, nella quale a sorpresa sono state ingaggiate Serena e Clem da Valérie in persona, reputandole perfette per sostituire delle modelle. Valérie sfida in passerella proprio Sandro in una lotta ufficiale 1 contro 1. Bagon e l’inesperienza del suo allenatore non possono nulla contro la capopalestra e il suo Spritzee. La stessa sera Ash e Sandro continuano ad allenarsi in vista della sfida di Ash il giorno dopo. |                   |                  |
| 873                                                   | Trucchi da Folletto! 「クノエジム戦！美しきフェアリーの罠！！」 - Fairy-Type Trickery! | 28 maggio 2015    | 24 ottobre 2015  |
| 873                                                   | Tutto è pronto per l’incontro in palestra tra Valérie ed Ash, quest’ultimo determinato a vincere la sua sesta medaglia. Alla sfida assiste anche Sandro, che vede nel ragazzo un “senpai” dal quale imparare il più possibile. Ash sceglie di iniziare con Fletchinder, al quale Valérie oppone Sylveon. Il Pokémon Legame utilizza i propri nastri per intrappolare Fletchinder, che riesce a liberarsi con Nitrocarica e finire l’avversario con un Alacciaio. Spritzee è tanto all’apparenza delicato quando temibile e la sua strategia consiste nell’uso della mossa Distortozona, che inverte le velocità dei Pokémon in campo. Nonostante ciò Ash comanda a Fletchinder di continuare con Nitrocarica, che chiaramente lo rallenta, ma terminato l’effetto di Distortozona, la sua velocità è massima. Ciò non basta a sconfiggere Sprtizee, che atterra l’uccello ed è pronto ad affrontare la seconda scelta di Ash, Hawlucha. Il ragazzo, apprendendo che Distortozona è una mossa Psico, utilizza il Forbice X del proprio Pokémon per abbatterla avendo, in fine, la meglio su Spritzee. Ash vince la Medaglia Folletto. |                   |                  |
| 874                                                   | Rivali per sempre! 「ライバルバトル３本勝負！ 明日に向かって！！」 - Rivals: Today and Tomorrow! | 4 giugno 2015     | 24 ottobre 2015  |
| 874                                                   | Di ritorno dalla palestra di Valérie, il gruppo di amici sta attraversando la città quando Sandro perde il suo prezioso taccuino sul quale annota ogni informazione circa le lotte Pokémon. L’oggetto viene trovato dal Team Rocket, che lo crede del Campione Rocco Petri vista la foto del ragazzo al suo interno, ma esso viene rintracciato dallo Slurpuff dello stesso Sandro grazie al suo infallibile olfatto. Serena apprende la sede del prossimo Varietà Pokémon: Frescovilla. La città è sulla strada per Fluxopoli, dove vi è una palestra, che Ash allora decide di sfidare. Prima di partire alla volta di Frescovilla, Ash e Sandro si concedono di terminare la lotta non conclusa il giorno prima. Bagon e Slurpuff vengono facilmente messi al tappeto da Pikachu ed Hawlucha rispettivamente. Treecko durante il suo round contro Frogadier si evolve in Grovyle e la rivalità fra i due Pokémon si accende, ma a prevalere è comunque il Pokémon di Ash. Sandro si reca a Temperopoli, promettendo ad Ash di migliorare per sfidarlo nuovamente un giorno. |                   |                  |
| 875                                                   | Un decollo difficile! 「風とタマゴとオンバット！」 - A Not-So-Flying-Start! | 11 giugno 2015    | 31 ottobre 2015  |
| 875                                                   | Mentre si sta allenando in proprio approfittando di un momento di relax della compagnia, Hawlucha scopre ai piedi di un tronco un uovo di Pokémon che brilla, segno che si sta per schiudere. Avvisati gli allenatori, Ash e i Pokémon del gruppo se ne prendono cura fino a che non nasce un Noibat tra le braccia del ragazzo. Subito dopo le prime cure il Pokémon sente naturale l’istinto a volare, così Hawlucha e Fletchinder ricoprono per il loro nuovo amico il ruolo di insegnanti. Visti gli insuccessi del Pokémon, Lem suggerisce di farlo planare da una collina poco distante, ma è proprio qui che Noibat viene rapito, insieme ad Hawlucha, dal Team Rocket, che ha intenzione di farne un potente Noivern. Hawlucha libera sé e il piccolo compagno, che inizia a vederlo come un fratello maggiore, e insieme si riparano in una grotta buia dove i due riescono a vincere in astuzia i membri dell’organizzazione criminale. Sul punto di ripartire per il viaggio, Ash chiede a Noibat se vuole essere un suo Pokémon e questo si fa catturare con gioia dall’allenatore. |                   |                  |
| 876                                                   | Una staffetta ad alta quota! 「挑戦ポケモンスカイリレー！飛べ、オンバット！！」 - A Relay in the Sky! | 18 giugno 2015    | 31 ottobre 2015  |
| 876                                                   | Ash e i suoi amici si trovano in un canyon erboso intenti a insegnare a Noibat a volare, con l’indispensabile aiuto di Hawlucha e Fletchinder, quando vengono interrotti dal volo di una formazione a tre composta da Starly, Staravia e Staraptor. Un anziano, Ornello, spiega loro che si sta per svolgere la nuova edizione della Staffetta Aerea Pokémon e che i tre uccelli di Sinnoh sono del campione in carica Avian. Ornello, grande appassionato della competizione, ma impossibilitato a parteciparvi, vive il suo sogno nelle gesta degli altri allenatori e consiglia allora ad Ash di prendervi parte insieme ai suoi tre tipi Volante. Noibat, al quale spetta la volata finae, è ancora nelle mire del Team Rocket, che partecipa nella speranza che esso si evolva. Squalificato il trio di nemici per i suoi soliti imbrogli, la gara vede nell’ultimo tratto Ash e Noibat contro Avian e Starly. Noibat fa tesoro degli insegnamenti di Hawlucha e riesce a superare un momento di difficoltà, ma questo non basta a vincere la staffetta. Il Pokémon però ha imparato a volare e tutti sono orgogliosi del suo risultato. |                   |                  |
| 877                                                   | Luci! Motore! Pika! 「ピカチュウはスター！？ 映画デビュー！！」 - Lights! Camera! Pika! | 18 giugno 2015    | 12 dicembre 2015 |
| 877                                                   | Ash, Serena, Lem e Clem capitano sul set cinematografico Pikachulandia del regista Frank, il quale apprezza immediatamente il fascino e il carisma del Pikachu di Ash, arrivando a volere il Pokémon come protagonista del suo prossimo film. Frank invita gli allenatori alla sua sfarzosa residenza, Villa Pikachu, dove egli presenta loro il cast principale del film, i cinque Pikachu cosplay, e insieme a Lem lavora alla sceneggiatura dell’opera. Il giorno dopo iniziano le riprese, che vedono Pikachu interpretare il supereroe Super Pikachu in lotta contro il malvagio Pikachu Wrestler, nemico giurato di Pikachulandia. Frank racconta ai ragazzi della sua passione per questo Pokémon: fin da piccolo ha sempre avuto dei Pikachu che l’hanno accompagnato in tutte le fasi della sua vita donandogli gioia e attraverso i suoi film spera di trasmettere al pubblico le emozioni che ha vissuto in prima persona. Ash, i suoi amici e i loro Pokémon lavorano dietro le quinte e una volta completato il film lo visionano rimanendone tutti soddisfatti. |                   |                  |
| 878                                                   | Un folle fiasco in fabbrica! 「激闘モンスターボール工場！ピカチュウVSニャース！！」 - A Frenzied Factory Fiasco! | 25 giugno 2015    | 7 novembre 2015  |
| 878                                                   | In visita alla Fabbrica Poké Ball, Ash e compagnia sono accolti da Jessie, James e Meowth nei panni dei responsabili della struttura. Il trio era giunto precedentemente alla fabbrica per fare razzia di Ball, ma interrotti dall’imprevisto arrivo dei ragazzi decide di cogliere l’occasione per frodarli. Con la scusa di un controllo alle sfere, il Team Rocket imbroglia come al solito i ragazzi, ne preleva i Pokémon e li rinchiude in un magazzino. Pikachu tuttavia riesce a liberarsi dalla teca di vetro che lo conteneva e scappa per la fabbrica alla ricerca della valigia che contiene gli altri suoi amici Pokémon. Meowth lo insegue cercando di imprigionarlo nella sua Poké Ball e nasce tra i due un vero e proprio gioco del gatto e del topo tra i nastri trasportatori e le catene di montaggio. Pikachu tenta infine di catturare Meowth in una Chic Ball, ma il felino si libera e si ricongiunge con i suoi compagni. Grazie all’esplosione causata dalla macchina apri-porte di Lem, Ash e gli altri evadono dal magazzino e raggiungono il Team Rocket che sta scappando con i loro Pokémon. Meowth e Pikachu si sfidano in un duello finale, nel quale però Meowth tenta un colpo basso che gli costa la vittoria. I nemici sono sconfitti e i Pokémon salvi, così come gli impiegati della fabbrica. |                   |                  |
| 879                                                   | Una performance dal fascino ardente! 「テールナーとヤンチャム！！魅せろ炎のパフォーマンス！！」 - Performing with Fiery Charm! | 2 luglio 2015     | 7 novembre 2015  |
| 879                                                   | Il gruppo di amici è giunto a Frescovilla, dove Serena parteciperà al suo secondo Varietà Pokémon. A teatro Serena incontra nuovamente Meringa, a sorpresa anch’ella una Performer, in città per partecipare alla competizione; la rivalità tra le due è più amichevole che in passato, ma non meno accesa, poiché la ragazza è determinata a battere Serena non solo al Varietà, ma anche in campo sentimentale contendendosi Ash. L’Esibizione a tema di questo Varietà Pokémon prevede la preparazione di Pokébignè insieme ai propri Pokémon in perfetta armonia, e le creazioni culinarie verranno valutate da una giuria composta da Sanzio, Gena e Delilah; Meringa, “Jessilia” e Serena vincono i propri gironi e accedono all’Esibizione libera. Nel momento di salire sul palco il vestito di Serena – quello della sfilata di Romantopoli donatole da Valérie – rimane sgualcito a causa di una vila spinta di Jessie, ma la ragazza riesce a porvi rimedio in tempo e dà il massimo in scena. Durante la votazione da parte degli spettatori in sala, Serena ripensa ai momenti che l’hanno portata a essere una Performer, sperando finalmente di trionfare. Ella riscuote un enorme successo di pubblico e vince la sua prima Chiave della Principessa. Il gruppo saluta Meringa, che promette di non arrendersi. Prima apparizione di Litleo e Honedge. |                   |                  |
| 880                                                   | Il desiderio di Rotom! 「時をかけるサトシ！ロトムの願い！」 - Rotom's Wish | 9 luglio 2015     | 14 novembre 2015 |
| 880                                                   | Ash e i suoi amici si rifugiano dalla pioggia in un hotel, che però è in pessime condizioni nonostante sia in attività. Accompagnati alla loro camera dal concierge, gli allenatori notano che l’albergo ha un campo lotta, il quale però è occupato da Manigold, abbietto individuo che sottrae i Pokémon degli ospiti con la forza. Ash, preso di mira dall’uomo, scappa grazie ad un Rotom, che tramite un televisore racconta ai ragazzi gli antefatti: il commesso di poco prima, Bilton, era un tempo non solo l’allenatore del Pokémon, ma anche il proprietario dell’albergo; sfidato da Manigold e dal suo Krookodile il giorno dell’inaugurazione per il possesso della struttura, Bilton perde la sfida a causa della fuga di Rotom. Il Pokémon vive nel senso di colpa e per cambiare gli eventi del passato chiede l’aiuto di Ash e dei suoi amici, che vengono fatti viaggiare indietro nel tempo a quel preciso giorno grazie ad un ascensore stregato. Incontrato Bilton sul punto di perdere, i ragazzi riescono a temporeggiare e studiare una strategia: Rotom utilizza gli elettrodomestici dell’albergo per vincere il nemico con le sue forme Lavaggio, Gelo e Taglio, salvando il futuro. Tornati nel presente, Manigold è ora un dipendente di Bilton e l’hotel è in ottimo stato. La foto ricordo nella hall immortala Ash, Serena, Lem e Clem nel passato dieci anni prima. |                   |                  |
| 881                                                   | Una festa di scambi! Una festa di addio! 「パンプジンフェスティバル！さよならバケッチャ！?」 - A Festival Trade! A Festival Farewell? | 23 luglio 2015    | 14 novembre 2015 |
| 881                                                   | Una città sulla via per Fluxopoli si prepara all’annuale Festival di Gourgeist, nel quale le persone si travestono da Pokémon e si scambiano dolci tra decorazioni di zucche. Ash e i suoi amici vi partecipano entusiasti, ma il Team Rocket è pronto per tendere loro un ulteriore agguato, se non fosse che il Conte Pumpka, signore del castello che domina sulla città, ha adocchiato la Pumpkaboo di Jessie come sposa per il suo piccolo principe Pumpkaboo, innamoratosi perdutamente. Invitati i criminali a palazzo, il nobile propone a Jessie uno scambio per permettere il matrimonio tra i due Pumpkaboo, ma Jessie raggira il conte per far sì che egli recuperi Pikachu, che la donna racconta sia stato loro rapito da Ash. Dopo che il maggiordomo del conte preleva per errore Chespin travestito da Pikachu, Jessie opta per lo scambio allettata dall’avere un Mega Mawile, provocando l’ira di Pumpkaboo, che si evolve in Gourgeist una volta tra le mani del signore. Il principe Pumpkaboo però, non trovandola più attraente, ripudia Gourgeist, che viene difesa da una sdegnata Jessie, subito pronta ad annullare lo scambio. Ash e i suoi amici, nel frattempo tenuti prigionieri, si liberano e ingaggiano battaglia col Team Rocket, che viene sconfitto e cede Chespin, tra le scuse del Conte Pumpka. |                   |                  |
| 882                                                   | Oltre la montagna innevata! 「雪山をこえて！マンムーとユキノオー！！」 - Over the Mountain of Snow! | 30 luglio 2015    | 21 novembre 2015 |
| 882                                                   | Per raggiungere Fluxopoli i ragazzi debbono oltrepassare sul Percorso 17 un’impervia montagna dalle nevi perenni prendendo dei Mamoswine a nolo. Sul monte un Abomasnow è molto preoccupato per il suo amico Snover, affetto da alte febbri, e tieni lontani eventuali intrusi dalla sua grotta. I primi ad assaggiare la sua furia sono i membri del Team Rocket, poiché Jessie lo vuole come aggiunta alla sua squadra da Performer. Mentre Ash, Serena, Lem e Clem stanno attraversando la montagna in un clima di intemperie, i loro Mamoswine captano il problema dei due Pokémon Albergelo e gli allenatori si prodigano per curare Snover andando alla ricerca del Muschio di Sorgente e della Calendula Montana; Ash e Serena trovano il primo con l’aiuto di Noibat, mentre Lem e Clem la seconda grazie ad un’invenzione del ragazzo e a Bunnelby. Il Team Rocket non si dà per vinto e tenta nuovamente la cattura di Abomasnow, ma questa volta ci sono i ragazzi a dar manforte al Pokémon. Guarito Snover, Ash e i suoi amici continuano il viaggio scendendo dalla montagna. |                   |                  |
| 883                                                   | Avventura su commissione! 「ハリマロン！はじめてのおつかい！！」 - Adventures in Running Errands! | 13 agosto 2015    | 21 novembre 2015 |
| 883                                                   | Una pioggia battente costringe Ash, Serena, Lem e Clem a ripararsi nel Centro Pokémon di un borgo di campagna nel quale però una perdita dal tetto colpisce il quadro elettrico causando un black-out. I ragazzi decidono di dare una mano all’Infermiera Joy; Serena e Clem si prendono cura dei Pokémon degli allenatori, Ash aggiusta le tegole del tetto e Lem ripara la centralina. Il ragazzo ha bisogno di un nuovo fusibile, componente fondamentale per la riparazione, e con tutti occupati incarica Chespin di recarsi in paese a procurarsi il pezzo insieme a Bunnelby. I due vengono prima derubati da un Fearow e poi attaccati dal Team Rocket, ma riescono a cavarsela grazie all’aiuto di Ash e ad un ritrovato spirito combattivo di Chespin, che non vuole deludere Lem. Il Pokémon, orgoglioso di aver portato a termine il compito per il suo allenatore, si gode a fine giornata un lauto pasto. |                   |                  |
| 884                                                   | Fiducia ritrovata! 「折れた小枝、折れた心！テールナーの強い思い！！」 - Mending a Broken Spirit! | 20 agosto 2015    | 28 novembre 2015 |
| 884                                                   | Presso il campo lotta di un Centro Medico per Pokémon Serena ha intenzione di provare la nuova coreografia in vista del prossimo Varietà Pokémon, tuttavia Pancham per errore provoca la rottura del ramo di Braixen, il quale va in crisi. Pancham, sentendosi in colpa, trova un altro ramo simile all’originale, ma Braixen lo rifiuta, così come rigetta tutti gli altri rami che i ragazzi del gruppo gli sottopongono. Serena non riesce a capire la testardaggine del proprio Pokémon, ma viene aiutata da un consigliere d’eccezione: James. Il membro del Team Rocket comprende appieno Braixen a causa della propria passione per il collezionismo di tappi di bottiglia, che puntualmente gli vengono sottratti. Serena comprende che per Braixen quel ramo rappresenta la promessa fatta per aiutarla a diventare “Regina di Kalos” e insieme a “Jeeves” si recano, su indicazione dell’Infermiera Joy, da un saggio arborista, il Signor Sanapianta. L’anziano maestro, prima di provare ad aggiustare il ramo, pretende di vedere la vera motivazione di Braixen con una lotta contro il suo Gallade. Il Pokémon di Serena sta per cedere quando, per scacciare il Team Rocket intervenuto nella lotta, apprende Fuocobomba mandano in mille pezzi il ramo. Sanapianta rivela che l’arbusto non era riparare fin dal principio e voleva portare Braixen ad elaborare il lutto, a fargli capire che bisogna andare avanti senza bloccarsi nel passato. Serena, Pancham e Braixen fanno una nuova promessa sul ramo donato da Pancham. |                   |                  |
| 885                                                   | Una foto leggendaria! 「シャッターチャンスはファイヤー ！伝説を撮れ！！」 - A Legendary Photo Op! | 27 agosto 2015    | 28 novembre 2015 |
| 885                                                   | Ash e compagnia passano per il Monte Moltalto, un vulcano ancora in attività, e lì rincontrano il loro amico Trovato, il cui Charmander si è evoluto in Charmeleon. Il ragazzo, appassionato fotografo con l’obiettivo di osservare ogni specie del Pokédex, è sulla montagna perché vuole scattare una foto al Pokémon Leggendario Moltres, così da completare la sua collezione avendo già immortalato sia Zapdos che Articuno; secondo le sue ricerche, infatti, l’uccello di fuoco risiederebbe proprio in questo vulcano. Anche il Team Rocket, che ha ascoltato la conversazione dei ragazzi, si mette sulle tracce del Pokémon e approfitta del Rileva-rocce Numero 1 di Lem per trovarlo. I ragazzi tuttavia scoprono ben presto i criminali e contro di loro nasce una lotta ai bordi del cratere. Un masso che cade nella bocca del vulcano causa il risveglio del sopito Moltres che, furente per l’affronto, attacchi gli allenatori credendoli tutti dalla stessa parte. Trovato è comunque riuscito nel frattempo a scattargli la foto che bramava. Fletchinder, per proteggere Ash e il gruppo da un attacco del Leggendario, si evolve in Talonflame, ma rimane gravemente ferito; il suo allenatore si tuffa nel vulcano per proteggerlo nella sua caduta e viene salvato dalle Frobolle di Frogadier. Moltres, compreso il buon cuore del ragazzo, si placa e lascia il luogo. Anche Trovato saluta gli amici e continua col suo viaggio. |                   |                  |
| 886                                                   | Un'allenatrice in erba! 「ユリーカお世話です！甘えん坊のチゴラス！！」 - The Tiny Caretaker! | 10 settembre 2015 | 5 dicembre 2015  |
| 886                                                   | Jessie, James e Meowth hanno in mente un colpo al Laboratorio di Ricerca Fossili di Kalos e ivi recatisi di notte riescono a trafugare un cucciolo di Tyrunt. Svegliatosi sulla mongolfiera dei criminali, esso si agita e precipita nel fiume sottostante. Proprio in quel luogo sono accampati Ash, Serena, Lem e Clem; quest’ultima presta soccorso al Pokémon, da subito interessato al suo pigiama a forma di Tyrantrum, e ben presto vi si affeziona, tuttavia il Team Rocket non ha smesso di reclamare Tyrunt come proprio e lo rapisce insieme alla ragazzina, Dedenne e Bunnelby. Il gruppo riesce inizialmente a scappare, ma viene poi ripreso dal Team che getta Clem dalla mongolfiera provocando l’ira di Tyrunt, il quale si evolve in Tyrantrum e sconfigge il trio. Ritrovata da Ash, Serena e Lem, la ragazzina chiede al fratello di catturarlo per lei come ha fatto con Dedenne, ma nel momento della cattura gli amici scoprono che il Pokémon appartiene già a qualcuno. Nello stesso momento arrivano gli scienziati del laboratorio e comunicano che porteranno a casa Tyrantrum, con grande tristezza di Clem. In visita al centro, ella vede come Tyrantum abbia anche già una famiglia e lo saluta tra le lacrime. |                   |                  |
| 887                                                   | Un viaggio sul treno dei ricordi! 「追憶のトレイン！シトロンとホルビー！！」 - A Trip Down Memory Train! | 17 settembre 2015 | 5 dicembre 2015  |
| 887                                                   | Caduti nell’ennesima buca del Team Rocket, Ash e i suoi amici precipitano in una vecchia miniera quando il terreno cede sotto i loro piedi. Percorrendo i binari con l’obiettivo di trovare l’uscita Clem commenta che la situazione assomiglia a quella che portò Bunnelby a diventare un Pokémon di Lem. Incuriositi, Ash e Serena chiedono all’amico di raccontare la storia. Al tempo in cui erano stati buttati fuori dalla palestra di Luminopoli da Lembot corrotto, Lem e Clem incontrano un Bunnelby randagio che vive nell’ormai chiusa metropolitana condividendo un vagone con altri Pokémon selvatici. Questo gruppo di amici Pokémon è però vittima dei soprusi di un Diggersby bullo, che Bunnelby però non è in grado di sconfiggere. Lem e Clem aiutano il piccolo Pokémon a sviluppare la tattica adatta per superarlo, ma il nemico una volta battuto rifiuta l’amicizia di Bunnelby per orgoglio. La stazione della metro sta per essere demolita e il ragazzo si inventa un modo per portare il vagone al capolinea in un bel capannone nel bosco; ad aiutare il gruppo giunge proprio Diggerby che, pentito, prende il posto di Bunnelby quando questi decide di seguire Lem. |                   |                  |
| 888                                                   | Un felice incontro tra i fiori! 「イーブイはひとみしり！？お花畑でつかまえて！！」 - The Frocking Find in the Flowers! | 24 settembre 2015 | 12 dicembre 2015 |
| 888                                                   | Nel mentre che Serena viene informata che il prossimo Varietà Pokémon sarà proprio a Fluxopoli, il gruppo di allenatori capita in una valle fiorita dove ella nota un aggraziato Eevee che volteggia su una pietra esibendosi in solitudine. Il Pokémon fugge spaventato dalla presenza della ragazza, ma questa ne rimane colpita e decide di ritrovarlo; i ragazzi si separano cercandolo tra la vegetazione, ma Eevee compare solamente per avvertire Serena quando ella sta per cadere in un dirupo. Serena decide di lasciarle la propria ghirlanda di fiori come segno di amicizia nella speranza di trovarlo il giorno seguente. Durante la notte ella, insonne, si reca insieme a Braixen e Pancham a fare una passeggiata e con grande sorpresa trova ancora Eevee che si esibisce; la ragazza decide allora che lo vuole catturare e la mattina successiva pensa di attirarlo con una propria esibizione insieme ai suoi Pokémon. L’idea ha successo, ma sul più bello il Team Rocket rapisce il Pokémon perché anche Jessie lo desidera come aggiunta alla sua squadra. Serena, determinata a salvare Eevee, si butta a capofitto nell’azione e in un momento di pericolo viene salvata proprio dal Pokémon Evoluzione, che infine sconfigge il Team Rocket e decide di seguire la ragazza nella sua avventura. |                   |                  |
| 889                                                   | Una lotta in coppia piena di ispirazione! 「タッグバトルは友情バトル！イーブイ初参戦！！」 - Tag Team Battle Inspiration! | 1º ottobre 2015   | 19 dicembre 2015 |
| 889                                                   | Ash e i suoi amici sono finalmente giunti a Fluxopoli. L’allenamento di Serena viene interrotto dall’arrivo di due gradite conoscenze del gruppo: Tierno e Shana. Il Warturtle del ragazzo si è evoluto in Blastoise, mentre il Bulbasaur della Performer, anche ella in città per il Varietà Pokémon, è divenuto un Ivysaur. Serena presenta Eevee ai due amici, ma il Pokémon ha evidenti problemi di socializzazione a causa della timidezza patologica che lo caratterizza, la quale gli impedisce addirittura di avvicinarsi agli altri Pokémon del gruppo, tranne Bunnelby. Cercando un modo per aiutare Eevee, Ash ha un’idea che però si rivela un buco nell’acqua; Serena, ripensando a come Aria fu in grado di aiutarla quando Fennekin si evolvette in Braixen, propone agli amici una lotta in doppio per cercare di aiutare il proprio Pokémon ad esprimersi. Shana e Serena sfidano Tierno ed Ash; durante la lotta contro Blastoise e Pikachu, Eevee, insieme a Ivysaur, utilizza le proprie mosse di danza per recuperare terreno, ma Serena, ispirata dall’intuizione del Pokémon, interrompe la lotta per preparare una coreografia. La mattina seguente il gruppo corre ad iscriversi al Varietà Pokémon. |                   |                  |
| 890                                                   | Esibizione con quiz a sorpresa! 「ハッピーダンスはクイズのあとで！？トライポカロン・ヒャッコク大会！！」 - A Performance Pop Quiz! | 8 ottobre 2015    | 19 dicembre 2015 |
| 890                                                   | Serena e Shana si iscrivono alla competizione e Serena decide di lasciare Eevee coi propri amici così che esso possa guardare lo spettacolo e capire bene di che si tratti. Nei camerini le due ragazze incontrano Nenè, deve ancora ottenere la sua prima Chiave della Principessa, così come Jessie; Shana, invece, lotta per la sua terza e ultima Chiave. L’Esibizione a tema del Varietà Pokémon di Fluxopoli è un quiz a sorpresa: le Performer, sempre in gironi di tre, si contendono il diritto di rispondere per prime ad un quesito, ma è il loro Pokémon a conferirglielo destreggiandosi nel recupero di un oggetto attinente alla domanda e arrivando per primo al traguardo. Serena è la prima che risponde correttamente a tre domande ed accede all’Esibizione libera sconfiggendo Nenè; anche Shana e Jessie superano la fase preliminare. Shana sceglie ancora una combinazione con Vento di Fata di Flabébé, mentre Jessie crea dei fuochi d’artificio con Seme Bomba di Gourgeist, il quale però spaventa Eevee, che fugge nell’atrio creando panico tra i ragazzi. Serena, venuta a sapere del problema, recupera in tempo il proprio Pokémon e, dopo averlo rassicurato, torna dietro le quinte e si prepara all’esibizione. Serena arriva ancora prima e vince la sua seconda Chiave della Principessa, Shana arriva seconda e Jessie terza. Tornati al Centro Pokémon Shana e Tierno si separano dal gruppo per ricongiungersi col loro compagno Trovato. |                   |                  |
| 891                                                   | Destino brumoso, futuro radioso! 「カロスの危機！巨大日時計の戦い！！」 - Cloudy Fate, Bright Future! | 15 ottobre 2015   | 26 dicembre 2015 |
| 891                                                   | Alla palestra di Fluxopoli Astra, la capopalestra specializzata nel tipo Psico, ha la visione di un calamità che si abbatterà su Kalos e che vedrà coinvolto Ash, nonché il Professor Platan, in città per studiare la misteriosa meridiana. Una discepola della donna, Charlotte, interpreta erroneamente la visione e si reca dal professore per attaccarlo; anche Ash, casualmente di passaggio, viene coinvolto nella colluttazione, che però viene fermata dalla stessa Astra e dalla sua assistente Carina, che spiegano le origini del malinteso. La capopalestra ha una visione sul futuro di Frogadier e vede l’Ash-Greninja nel suo destino; una volta in palestra ella narra del passato di Frogadier, ma viene interrotta dal tentativo di furto della meridiana da parte del Team Rocket, anch’esso secondo le previsioni protagonista del cataclisma preannunciato da Astra, che sconfigge il trio. Ash è dunque pronto per la sua lotta in palestra contro la donna. |                   |                  |
| 892                                                   | Occhi puntati sul futuro! 「ヒャッコクジムのダブルバトル！コジカの未来予知！！」 - All Eyes on the Future! | 22 ottobre 2015   | 26 dicembre 2015 |
| 892                                                   | La capopalestra sceglie, in lotta doppia, la sua coppia di Meowstic, un maschio e una femmina. Ash decide di contrapporre al duo Frogadier e Talonflame. I due Pokémon Psico sembrano imbattibili: essi lottano perfettamente sincronizzati e l’abilità Burla del maschio permette di proteggere per primo la propria compagnia, mentre quest’ultima, con Sguardofermo, rende i propri attacchi difficili da schivare. Ash ha però l’intuizione di utilizzare la coda di Pikachu come metronomo per cronometrare l’effetto ritardato del Divinazione avversario, quando nel frattempo inizia a scalfire la difesa dei Meowstic grazie a delle combinazioni diverse e all’intesa dei propri Pokémon. Ash utilizza l’abilità della femmina per dirottare i suoi attacchi contro sé stessa, ma soprattutto riesce a portare i due felini nel raggio d’azione del loro stesso attacco Divinazione, che li colpisce mettendoli al tappeto. Ash vince la sua settima medaglia. |                   |                  |

## Pokémon: Serie XYZ
La diciannovesima stagione è stata trasmessa negli Stati Uniti da Cartoon Network a partire dal 20 febbraio 2016. In Italia è stata trasmessa su K2 dal 7 maggio 2016 al 21 febbraio 2017. I primi due episodi di questa stagione sono stati resi disponibili in streaming gratuito sul sito ufficiale Pokémon il 3 maggio 2016. A partire dal 15 settembre 2016 questa stagione è stata trasmessa in anteprima su Disney XD, per poi continuare in esclusiva su K2 ogni sabato fino a fine serie, esclusi gli ultimi quattro trasmessi su Disney XD.
| Nº                              | Titolo italiano Giapponese 「Kanji」 - Inglese | In onda           | In onda                                              |
| Nº                              | Titolo italiano Giapponese 「Kanji」 - Inglese | Giapponese        | Italiano                                             |
| Pokémon: Serie XYZ (47 episodi) | |                   |                                                      |
| 893                             | Dalla A alla Z! 「Z爆誕！カロスに潜む者！！」 - From A to Z! | 29 ottobre 2015   | 3 maggio 2016 (Internet) 7 maggio 2016 (televisione) |
| 893                             | Il Team Flare, gruppo di scienziati che risponde a un potente magnate dai capelli rossi, necessita della potenza di un Pokémon sconosciuto, del quale sono stati individuati due esemplare chiamati in codice Z1 e Z2, per la creazione di un nuovo mondo ideale. Uno di questi sfugge alle grinfie del pericoloso Team e si rifugia presso la compagnia di Ash e i suoi amici, diretta a Fractalopoli e alla quale si è temporaneamente unito Sandro (ora aggiudicatosi cinque medaglie), dove trova in Clem una padroncina pronta ad adottarlo col nome di Mollicino. Il piccolo Pokémon è continuamente preso di mira dagli scienziati e ne nascono diverse lotte con il gruppo di Ash per difenderne l’incolumità. Mollicino riesce a sconfiggere Bromelia del Team Flare grazie al potere di richiamare a sé varie Cellule del proprio corpo sparse per la zona circostante. Una volta passato il pericolo, il gruppo si mette in cammino incrociando un ragazzo enigmatico. |                   |                                                      |
| 894                             | L'amore colpisce, Eevee rabbrividisce! 「熱血ハリボーグ！狙われたプニちゃん！！」 - Love Strikes! Eevee, Yikes! | 5 novembre 2015   | 3 maggio 2016 (Internet) 7 maggio 2016 (televisione) |
| 894                             | In un Centro Pokémon Ash e compagni mostrano Mollicino al Porfessor Platan, che ammette anch’egli di non saperlo identificare. Più tardi in una radura, durante una sosta dei protagonisti, un Quilladin selvatico adocchia l’Eevee di Serena e se ne innamora a prima vista, venendo però rifiutato più e più volte, nonostante i vari tentativi del Pokémon di far colpo su di essa, dapprima con una lotta contro Pancham e poi contro Chespin. Il Team Rocket, che aveva intercettato la videochiamata con Platan, rapisce Mollicino, che riesce però a liberarsi grazie a Bunnelby, unico Pokémon al quale Eevee sia realmente vicina. Quilladin unisce le forze coi rivali Pancham e Chespin per cacciare il Team Rocket, ma neanche questo fa cedere Eevee. Alla fine Quilladin perde di nuovo la testa, ma per un Flareon. |                   |                                                      |
| 895                             | Una giga lotta con mega conclusione! 「メガタブンネVSギガギガニャース！！」 - A Giga Battle With Mega Results! | 12 novembre 2015  | 14 maggio 2016                                       |
| 895                             | Ash e i suoi amici si sono dati appuntamento col Professor Platan per discutere su Mollicino e mostrarglielo, ma si imbattono in una donna in pericolo che ha appena recuperato una Megapietra; la donna si rivela essere l’Infermiera Joy del Centro Pokémon più vicino, dove lavora insieme ad Audino. I rapporti tra i due però non sono per niente facili a causa del loro carattere orgoglioso. Nel frattempo giunge Platan, che preleva il DNA di Mollicino e individua la Megapietra come l’Audinite che Joy cercava per curare meglio i Pokémon, ma il Team Rocket approfitta della tensione per rubare le Pokéball del Centro. Il Professor Platan allora esorta l’infermiera Joy e Audino a provare il potere della Megapietra e riescono a sventare il furto e a trovare l’armonia. |                   |                                                      |
| 896                             | Un infuocato rito di passaggio! 「シシコとカエンジシ！炎の旅立ち！！」 - A Fiery Rite of Passage! | 19 novembre 2015  | 14 maggio 2016                                       |
| 896                             | I ragazzi giungono in una specie di savana dove un Pyroar cerca di allontanare il proprio cucciolo di Litleo dal branco per il rito di passaggio che ogni piccolo deve compiere: dimostrare di sapersela cavare da solo procurandosi acqua e cibo. Ash e il gruppo arrivano in soccorso del Litleo fifone e impaurito che decide di tentare la prova. A vegliare sul cucciolo ci sono sia il padre Pyroar che i ragazzi, nascosti per non farsi scoprire dal Pokémon. Litleo supera la prova, ma il Team Rocket come sempre interviene tentando di catturare sia esso che Pyroar, ma infine vengono sconfitti dal duo di felini e da Frogadier e Pikachu. Litleo parte per il proprio viaggio, consapevole di essere diventato autonomo. |                   |                                                      |
| 897                             | Ti porterei in un sogno! 「ピカチュウ、プニちゃんの夢を見る！」 - Dream a Little Dream from Me! | 26 novembre 2015  | 21 maggio 2016                                       |
| 897                             | Una notte Ash e i suoi amici osservano le Litleidi, fascio di stelle cadenti alle quali i giovani consegnano i propri desideri, ma una volta andati a dormire un Darkrai si ferma sul luogo causando un incubo a Pikachu e Meowth, che si ritrovano in un mondo in cui i loro allenatori e compagni parlano la lingua dei Pokémon, mentre i Pokémon parlano la lingua degli umani. Tra sogno e realtà, Mollicino avverte i due che se dovesse accadere qualcosa di spiacevole, l’ordine naturale di Kalos sarebbe sconvolto. Inizia quindi una lotta contro il tempo per salvare Mollicino, ma alla fine i tre si svegliano tornando alla normalità e comprendendo l’azione di Darkrai. |                   |                                                      |
| 898                             | La leggenda dell'eroe ninja! 「ようこそ忍者村へ！英雄ゲッコウガの伝説！！」 - The Legend of the Ninja Hero! | 3 dicembre 2015   | 21 maggio 2016                                       |
| 898                             | Mentre il gruppo di Ash si ferma per riposare incontra nuovamente l’amico Sanpei, accompagnato dal suo evoluto Greninja. Il giovane invita i ragazzi a visitare il proprio villaggio natio, il Villaggio Ninja, incastonato al centro di un cratere di una formazione montuosa e sviluppato all’interno della roccia. Ivi sono presentati al gruppo di allenatori il Capo Hanzo, la sua assistente Shinobu, e i fratelli di Sanpei, Nihei e Ippei, quest’ultimo futuro Capo al prossimo Festival, che si svolgerà la sera stessa. I ragazzi sono già conosciuti ai vertici del Villaggio grazie ai racconti di Saizo e, dopo una lotta dimostrativa tra Nihei e Sanpei, vinta dal primo, Ippei mostra ai ragazzi l’effige dell’eroe del villaggio, un Greninja dalla fisionomia inusuale. A turbare l’armonia del luogo è non solo il Team Rocket, ma soprattutto l’Armata Ninja di Kagetomo, gruppo di rivoltosi ninja che rapisce Hanzo con l’obiettivo di usurparne il titolo. |                   |                                                      |
| 899                             | Un festival di decisioni! 「忍者村決戦！ゲコガシラ対キリキザン！！」 - A Festival of Decisions! | 10 dicembre 2015  | 28 maggio 2016                                       |
| 899                             | In seguito al rapimento di Hanzo nasce uno scontro tra il seguace di Kagetomo, Heidayu, e Saizo, giunto al Villaggio proprio per riportare la notizia del tradimento del ninja. Kagetomo, infatti, avrebbe dovuto essere il nuovo Capo, ma Hanzo, non riscontrando un animo puro e nobile nell’uomo, gli ha preferito Ippei. Il piano di Kagetomo è quello di costringere Hanzo a renderlo il nuovo capo, per poi soggiogare al proprio potere l’intero Villaggio con la forza. Il gruppo di amici, avvisato del fatto che Hanzo è prigioniero sul Monte Otori, ivi si dirigono per liberarlo e sconfiggere il ninja degenere. Durante la lotta contro Heidayu, seguace di Kagetomo, il Frogadier di Ash si evolve in Greninja, che assume una nuova e sconosciuta forma, mentre Ippei sconfigge Kagetomo. Quest’ultimo comprende le proprie mancanze e i propri errori e decide di viaggiare per mettersi al servizio della gente, come Ippei, eletto nuovo Capo. |                   |                                                      |
| 900                             | Debutto danzante! 「踊れイーブイ！トライポカロン・デビュー！！」 - A Dancing Debut! | 17 dicembre 2015  | 28 maggio 2016                                       |
| 900                             | A Ponte Mosaico si tiene il prossimo Varietà Pokémon cui parteciperanno non solo Serena e ovviamente Jessie, ma anche Nenè, alla quale, come Serena, manca solo una Chiave della Principessa per accedere alla Categoria Professionisti e promette di dare battaglia. Sarà però la prima competizione per Eevee, che si cimenterà nell’Esibizione libera. Quella a tema invece è una gara di preparazione di Pokébignè, che deve essere eseguita con ritmo ed eleganza insieme ai Pokémon. Serena, Nenè e Jessie passano la prova senza problemi e danno il meglio in quella libera: Nenè propone una performance romantica grazie anche al suo nuovo Gothita, mentre Jessie una creativa e originale come suo solito grazie al Contrattacco di Wobbuffet; l’Eevee di Serena invece commette un piccolo errore di coordinamento sul rametto di Braixen che preclude la perfetta riuscita del numero e il pubblico infine conferisce la vittoria nientemeno che a Jessie, che vince la sua prima e tanto agognata Chiave della Principessa.                                                                                            |                   |                                                      |
| 901                             | Incontro alla Grotta Climax! 「ついの洞窟！動き出したZの謎！！」 - Meeting at Terminus Cave! | 24 dicembre 2015  | 4 giugno 2016                                        |
| 901                             | Ash e i suoi amici giungono alla Grotta Climax, cava nota tra gli allenatori per la quantità di Pokémon selvatici, guidati da Mollicino, particolarmente legato a questo luogo. Il Pokémon si separa dal gruppo per introdursi in un anfratto che conduce a una sorgente pura dove esso si ristora. A raggiungerlo non sono solo i suoi amici, ma anche il Team Flare, che sta tracciando le attività sia di Z1, ovvero Mollicino, che Z2, e il sempre presente Team Rocket. Ne nasce una seconda lotta tra i tre gruppi, nella quale Z1 sconfigge nuovamente il Team Flare con la sua Forma 10% richiamando a sé le Cellule della caverna. Ash e Greninja nella lotta contro Cytisia e Bromelia attivano ancora il misterioso potere sprigionato al Villaggio Ninja. Nel frattempo Mollicino scappa da tutti per rifugiarsi nel bosco circostante, con grande dispiacere di Clem; i ragazzi però non si danno per vinti e iniziano le ricerche. |                   |                                                      |
| 902                             | Un collegamento cellulare! 「ユリーカとプニちゃん！」 - A Cellular Connection! | 14 gennaio 2016   | 4 giugno 2016                                        |
| 902                             | Clem è disperata per la scomparsa di Mollicino, così che Lem decide nella notte di costruire un dispositivo lemmico per rintracciare i luoghi assolati che piacciono al Pokémon della sorellina, ma lo strumento, deviato involontariamente dal Team Rocket, finisce per disturbare un branco di Toxicroak che attaccano i ragazzi. Durante la caduta da un dirupo Bunnelby si ferisce alla zampa per salvare Clem, la quale, sentendosi in colpa per il danno subito dal Pokémon, decide di andare a trovare la pianta officiale che serve all’Infermiera Joy per guarirlo. Ad aiutarla ci saranno ovviamente Ash e Serena, che sconfiggeranno il Team Rocket, e Lem e Dedenne, che la aiuteranno nell’impresa. Nel frattempo Mollicino comunica con Z2 sulla natura umana, che il secondo considera malefica, mentre il primo, stando a contatto col gruppo di giovani allenatori, è convinto sia redimibile; per questo motivo Z1 torna con Clem e continua il viaggio. |                   |                                                      |
| 903                             | Un incontro sulle ali del vento! 「オンバットとフラエッテ！風の中のめぐりあい！！」 - A Windswept Encounter! | 21 gennaio 2016   | 11 giugno 2016                                       |
| 903                             | Ash, Serena, Lem e Clem si fermano in un campo fiorito per fare una sosta, i loro Pokémon si rilassano quando Noibat, allontanatosi un po’ troppo, si scontra accidentalmente con un Breloom che raccoglieva fiori per una Floette che però non ricambia il sentimento. Arrabbiato per avergli danneggiato i fiori, Breloom avvelena Noibat lasciandolo agonizzante nel bosco. Fortunatamente proprio Floette guarisce Noibat con Aromaterapia e prende in simpatia il Pokémon Ondasonora, che viene tuttavia sfidato da Breloom, fuorioso e geloso. La lotta però avrà vita breve perché il Team Rocket rapisce sia Breloom che Floette, ma ciò costituisce una prova di coraggio per Noibat, che per liberare i due apprende Acrobazia. Il sogno d’amore di Breloom si infrange definitivamente quando soffia un vento che porta via Floette facendolo ricongiungere con tanti altri esemplari della propria specie. |                   |                                                      |
| 904                             | Festa danzante con sorpresa! 「サトシとセレナ！ダンスパーティでゲットだぜ！！」 - Party Dancecapades! | 28 gennaio 2016   | 11 giugno 2016                                       |
| 904                             | Serena è invitata da Monsieur Pierre ad una festa privata per Performer Pokémon, ma dovranno essere accompagnate da un ragazzo con cui far coppia; ospite della serata è niente meno che la Regina di Kalos, Aria. Serena, imbarazzata, vorrebbe chiederlo ad Ash, ma poiché Eevee ha una sintonia particolare con Bunnelby, le circostanze le impongono di andare con Lem. Una volta arrivati al castello i ragazzi sono accolti da Meringa, che non perde occasione di punzecchiare Serena riguardo ad Ash invitando il ragazzo ad accompagnarla al party. La festa prevede un ballo di coppia iniziale, nel quale Serena spera finalmente di trovarsi con Ash, ma ancora una volta la ragazza non ha fortuna; l’occasione speciale sarà infatti la seconda parte della serata, ovvero una lotta in doppio tra alcuni partecipanti, che in questo caso vede Ash e Serena contro James e Meringa. Durante la lotta l’Eevee di Serena si evolve in Sylveon e apprende Vento di Fata, grazie al quale la coppia vince la lotta. Monsieur Pierre notifica alle Performer che il prossimo Varietà sarà a Fioritopoli.                    |                   |                                                      |
| 905                             | Due strade che si incontrano! 「最強メガバトル！ゲッコウガVSメガリザードン！」 - A Meeting of Two Journeys! | 4 febbraio 2016   | 18 giugno 2016                                       |
| 905                             | Lungo il cammino Ash si incontra nuovamente con Sandro e i due decidono di lottare. Durante lo scontro tra Sceptile e Greninja, quest’ultimo mostra ancora una volta la nuova forma che condivide con Ash, sconfiggendo l’avversario; i ragazzi si chiedono che tipo di evoluzione sia, giungendo alla conclusione che abbia a che fare con il legame tra allenatore e Pokémon. Osserva l’evento Alan, ragazzo che lavora per Elisio, capo del Team Flare, poiché l’uomo d’affari sta assistendo il Chespin in stato vegetativo di una sua amica, Marin. Il mattino seguente Alan chiede ad Ash una lotta: il proprio Mega Charizard contro il Greninja del ragazzo. La lotta, particolarmente dura a causa del Tuonopugno del drago, si conclude con la vittoria di Alan, ma solamente dopo che questi abbia potuto verificare la strana evoluzione. Con la promessa di lottare ancora, i due si salutano. Nel Frattempo Xante, lo scienziato capo del Team Flare, conduce esperimenti con l’energia delle Cellule di Z. |                   |                                                      |
| 906                             | Un'operazione esplosiva! 「爆裂グランドフォース！ジガルデ捕獲大作戦！！」 - An Explosive Operation! | 11 febbraio 2016  | 18 giugno 2016                                       |
| 906                             | Jessie, James e Meowth contattano Giovanni per informarlo dei piani del Team Flare nella regione di Kalos nonché dell’esistenza di Z. Il capo risponde con l’ordine immediato di catturare l’esemplare e portarlo al quartier generale. Nel frattempo Mollicino tenta di entrare in connessione telepatica con Z2, ma senza successo. Il secondo esemplare è infatti braccato dal Team Flare e spogliato di parte dei suoi poteri a causa di un raggio sviluppato grazie al potere della Megaevoluzione inviatogli da Alan. Nonostante ciò Z2 sfugge alla cattura per incontrare il Team Rocket, che inizia a duellare col team nemico per il Pokémon. Elisio decide di chiamare personalmente Alan per far fronte alla faccenda e catturare Z2 una volta per tutte. Il ragazzo riesce nell’impresa grazie al suo Mega Charizard, che mette al tappeto Z2 nella sua forma 50%. Elisio rivela finalmente il nome completo del Pokémon: Zygarde. |                   |                                                      |
| 907                             | Tempo di smuovere le acque! 「荒野のブリガロン！木を植えるロボン！！」 - A Watershed Moment! | 18 febbraio 2016  | 25 giugno 2016                                       |
| 907                             | Ash, Serena, Lem e Clem stanno attraversando una zona desertica quando incontrano un piccolo robot che sta seminando, infruttuosamente, nell’arido terreno. Vengono immediatamente attaccati da un forte Chesnaught che, a quanto pare, sta proteggendo la macchina. A chiarire la situazione è un bambino di nome Ennio, che mostra ai ragazzi il laboratorio del compianto nonno, il professor Crescenzio, nel quale Robon – questo il nome dell’intelligenza artificiale – è stato costruito per realizzare il sogno dell’uomo: rimboscare la landa come fu un tempo. I ragazzi convincono Ennio a perseverare e con l’ausilio di un’invenzione di Lem, nonché grazie all’aiuto di Luxray, Noibat e Bunnelby, scoprono che ad aver otturato la falda acquifera è un enorme masso sotterraneo. Robon riesce a distruggere il macigno e a liberare l’acqua che finalmente inonda il letto del fiume e rende fertile l’intera vallata. Gli sforzi di Robon e Chesnaught sono ripagati quando dal terreno spunta un germoglio. |                   |                                                      |
| 908                             | Scelte da professionisti! 「マスタークラスの試練！どうするセレナ！？」 - Master Class Choices! | 25 febbraio 2016  | 25 giugno 2016                                       |
| 908                             | Ash e i suoi amici giungono a Fioritopoli per il Varietà Pokémon di Serena, dove la ragazza ha l’occasione definitiva di entrare nella Categoria Professionisti vincendo la Chiave della Principessa; ella è però in soggezione di fronte ad Amelia, ricca e altezzosa star locale che punta alla vittoria tanto quanto lei. Serena, supportata dai compagni, si cimenta nell’Esibizione a tema, che consiste nell’attrarre dalla propria parte di palco il maggior numero di Ryhorn, con qualsiasi mezzo; la Performer riesce con successo a superare il turno grazie alle sue innate doti di Forumla Ryhorn. L’Esibizione libera è dominata da Serena e Amelia, che sfodera sul palco le combinazioni di Espeon e Dragonair cromatico, ma a spuntarla è proprio Serena con la sua esibizione divertita e carismatica. Fuori dal teatro Serena incontra Paloma (la donna anche questa volta ha assistito al Varietà) che insinua in Serena il dubbio di non aver fatto abbastanza e di mancare in qualcosa che le impedisce di superare Aria. Il gruppo si dirige a Gloriopoli dove avrà luogo la Categoria Professionisti.          |                   |                                                      |
| 909                             | Rabbia elettrizzante! 「サンダーとオンバーン！怒りの雷撃！！」 - An Electrifying Rage! | 3 marzo 2016      | 10 settembre 2016                                    |
| 909                             | Lem è emozionato all’idea di visitare Energipoli durante il Festival di Zapdos, ma la compagnia deve rimandare per prendere riparo da un grave temporale causato proprio dalla rabbia di uno Zapdos nei paraggi. Serena propone di rifugiarsi in una grotta lì vicina, dove trovano Stelvio, un paramedico ferito che prega i ragazzi di portare una medicina in città, raggiungibile attraverso una scorciatoia della grotta. Si scopre che Zapdos è furioso perché il Team Rocket sta tentando di catturarlo e i suoi fulmini causano una frana all’interno della caverna, che separa il gruppo: Ash e i suoi Pokémon raggiungeranno la città, mentre Serena, Lem e Clem rimarranno con Stelvio. Il ragazzo si trova faccia a faccia con l’irato Pokémon Leggendario, che non accenna a placarsi; escogita così un piano per distrarre l’uccello con Talonflame e Hawlucha, e per salvare quest’ultimo Noibat si evolve in Noivern, che alla fine aiuterà proprio Zapdos a scampare all’ennesima trappola del Team, stringendo amicizia con esso. Il gruppo di amici si ritrova in città e Zapdos, ora placato, saluta il festival. |                   |                                                      |
| 910                             | La chiave del rispetto! 「レフトとライト！揺れる心のカメテテ！！」 - Unlocking Some Respect! | 10 marzo 2016     | 10 settembre 2016                                    |
| 910                             | Di tappa a Gemmopoli, Ash e i suoi amici intendono visitare un mostra di gioielli e pietre preziose, ma viene loro impedito da Mastro Passepartout, ladro che si diletta nell’aprire i lucchetti più elaborati senza però rubare alcunché. L’artigiano creatore del meccanismo, Eddo, consce perfettamente l’identità del criminale, ovvero Luchetto, il suo apprendista, col quale aveva avuto dei dissapori. Entrambi gli uomini hanno al loro fianco una delle due appendici di un Binacle, di nome Destry e Mancy. Il Team Rocket è interessato a Luchetto per la sua abilità, ma nel tentativo di costringerlo a rubare dei Pokémon causa l’incendio del magazzino del Centro Pokémon, dal quale il ragazzo rischia di non uscirne vivo. Quando i ragazzi riescono a riunire i due Binacle, il dramma del momento riconcilia maestro e allievo, che riescono ad aprire il lucchetto gravemente danneggiato dell’edificio e a fare pace. |                   |                                                      |
| 911                             | Categoria professionisti in scena! 「マスタークラス開幕！火花散る乙女の激闘！！」 - Master Class is in Session! | 17 marzo 2016     | 15 settembre 2016                                    |
| 911                             | A Gloriopoli va in scena la Categoria Professionisti del Varietà Pokémon, dove si ritrovano Serena e tutte le sue rivali Shana, Meringa, Nenè e Jessie per sfidare Aria e diventare Regina di Kalos. In un tabellone a gironi di tre Performer ciascuno dove a passare è solamente colei che riceve più voti tramite bacchette brilla-e-vota, le allenatrici si sfidano prima in un’esibizione libera singola e poi in simultanea con le altre due colleghe, solamente con un Pokémon al loro fianco. Aprendo con le tre Chiavi della Principessa vinte durante il suo viaggio la porta che la conduce sul palco, Serena ripensa a ciò che ogni Chiave rappresenta e ai ricordi ad esse legati. Jessie grazie alla sua presenza e al Palla Ombra di Gourgeist sconfigge Nenè, Serena con Braixen e le loro danze di fuoco battono Meringa e Slurpuff, e anche Shana e il suo Ivysaur superano il loro girone. Ad accedere quindi alle semifinali sono solamente tre Performer su ventuno: Serena, Jessie e Shana. A giudicare le esibizione vi è come sempre, implacabile, Paloma.                                                    |                   |                                                      |
| 912                             | In scena verso il futuro! 「エルVSセレナ！開け未来への扉！！」 - Performing a Pathway to the Future! | 24 marzo 2016     | 16 settembre 2016                                    |
| 912                             | Nelle semifinali, che vedono le tre Performer esibirsi una dopo l’altra, Serena si infortuna durante il suo numero, ma nonostante ciò riesce a vincere il girone finale battendo sia Shana che Jessilee e accede alla finale dove sfiderà niente meno che Aria. Paloma, accortasi dell’incidente sfuggito ai più, intima alla ragazza si ritirarsi, ma Serena insiste per esibirsi un’ultima volta; proprio in questa risposta la donna rivede in Serena la sua ex allieva Aria. Durante la finale le due Performer danno il meglio di sé; Serena presenta una combinazione floreale con Comete-Neropulsar-Lanciafiamme, ma durante la routine di Aria si accorge finalmente con intendesse Paloma quando le disse cosa la separava dalla Regina di Kalos: Serena è ancora insicura e riceve rassicurazioni e sorrisi dagli altri, mentre Aria dona questi sorrisi al pubblico grazie al suo carisma e alla sua personalità raggiante. In seguito alla vittoria di Aria, Paloma propone a Serena di diventare la sua mentore, ma la ragazza rifiuta l’offerta preferendo completare il viaggio coi propri amici.                      |                   |                                                      |
| 913                             | L'anima gemella? 「シトロンの花嫁！？ユリーカのシルブプレパニック ！」 - A Keeper for Keeps? | 7 aprile 2016     | 19 settembre 2016                                    |
| 913                             | Clem fa un sogno in cui Lem si sposa e a causa di ciò lascia la Palestra di Luminopoli per dedicarsi alla vita coniugale. L’incubo della bambina sembra realizzarsi quando il gruppo incontra Lila, ereditiera di un’importante azienda che si occupa di robotica, alla ricerca di uno sposo che possa affiancarla nella gestione dell’impero finanziario. La ragazza pare proprio l’anima gemella di Lem e anche il suo Buneary si infatua di Bunnelby, ma il Pokémon di Lila è presto preso di mira da Jessie. Clem tenta in tutti i modi di far naufragare la relazione tra il fratello e Lila, fino a quando il Team Rocket non entra in azione rapendo il Buneary; il salvataggio del Pokémon è occasione di riconciliazione tra i due fratelli, mentre Lila invece si dice non pronta al grande passo. |                   |                                                      |
| 914                             | Lotta a tutto volume! 「セレナ、サトシになる！最強ピカチュウ対決！！」 - Battling at Full Volume! | 14 aprile 2016    | 20 settembre 2016                                    |
| 914                             | Ash si busca l’influenza allenandosi di notte in un torrente con Greninja e Pikachu. Questo causa un grande problema quando Jimmy, allenatore rock alla ricerca del Pikachu più forte da sfidare, arriva all’accampamento del gruppo di amici chiedendo una lotta ad Ash; Lem e Clem sono infatti via per prendere la medicina per il ragazzo, lasciando Serena l’unica a dover gestire l’inquieto ospite. Pur di farlo smettere di suonare, ella accetta una sfida per Ash, ma non sapendo che pesci prendere, decide di travestirsi con i vestiti dell’amico per impersonarlo, non avendo Jimmy mai visto l’allenatore. Serena se la cava egregiamente fino a che il Team Rocket non decide di rovinarle i piani e fa saltare la sua copertura. Ash, guarito, si sbarazza degli intrusi e Jimmy perdona Serena. |                   |                                                      |
| 915                             | Prova di affinità! 「サトシとアラン！ゲッコウガＶＳメガリザードンふたたび！！」 - The Synchronicity Test! | 21 aprile 2016    | 21 settembre 2016                                    |
| 915                             | Ash e la sua compagnia provano a far luce sulla misteriosa forma assunta da Greninja durante diverse lotta, forma che condivide con Ash entrando in sintonia col ragazzo. Giungono alla conclusione che debba essere qualche forma di legame psichico, ripensando alle premonizioni della Capopalestra Astra riguardo alla forza mai vista prima che entrambi avrebbero raggiunto grazie all’amore dell’allenatore verso il Pokémon. Lem costruisce un dispositivo lemmico per monitorare le onde cerebrali e il battito cardiaco sia di Ash che di Greninja e viene testato in una lotta Luxray contro Greninja, ma nulla di speciale accade. Ad assistere all’incontro vi è Alan, che, incuriosito per via dei suoi studi sulla Megaevoluzione, accetta la sfida da parte di Ash. Per far riposare Greninja, i due si sfidano con Metang e Noivern, ma quest’ultimo ne esce sconfitto. Durante lo scontro tra Charizard e Greninja, lo strano potere si attiva a causa dell’intensità dell’incontro, ma ciò prova il collasso di Ash e la sospensione della lotta. Ash cerca di convincere Alan a partecipare alla Lega di Kalos.   |                   |                                                      |
| 916                             | Nuovi amici, subdoli nemici! 「森の呪いと白いボクレー！」 - Making Friends and Influencing Villains! | 28 aprile 2016    | 22 settembre 2016                                    |
| 916                             | In una fitta e remota foresta un piccolo santuario contiene dei dolci e varie offerte alimentari per un gruppo di Phantump. Il Team Rocket, affamato come sempre, decide di mangiare le offerte infischiandosene dei Pokémon, che, indispettiti, li cacciano con il loro Boscomalocchio. A rimanere coinvolto nell’attacco è un Phantump cromatico molto timido che, lanciato via da Jessie, precipita sulla testa di Ash. I ragazzi si ingegnano per capire chi sia e dove vada. Quando capiscono che proviene dalla vicina foresta, decidono di aiutarlo a tornare a casa. Il piccolo è impaurito da tutto e tutti perché non è mai uscito dal bosco e inizia piano piano a fare amicizia con vari altri Pokémon selvatici. Il Team Rocket decide di ingannare Phantump travestendosi da amichevoli Pokémon per poi sottrarlo. Il piano, nonostante l’ottima performance attoriale del trio, non riesce anche grazie all’arrivo degli altri Phantump che, insieme a Pikachu, mettono in ginocchio il Team. I ragazzi, accompagnati a casa i Pokémon, lasciano dei dolci ai Phantump e ai nuovi amici incontrati lungo il percorso.  |                   |                                                      |
| 917                             | Una ricerca da campioni! 「サトシ対チャンピオン・カルネ！VSメガサーナイト！！」 - Championing a Research Battle! | 5 maggio 2016     | 23 settembre 2016                                    |
| 917                             | Astra comunica a Diantha un’altra visione sulla distruzione di Kalos; protagonista dell’avvenimento non sarà solo la compagnia di Ash, ma anche il Pokémon Leggendario Zygarde. La Campionessa decide di andare a parlare direttamente coi ragazzi e li rende edotti non solo dei gravi cambiamenti che la natura di Kalos sta attraversando a causa di strane fonti di energia, ma anche dell’esistenza e funzione di Zygarde, Pokémon Equilibrio che si sveglia quando vi è in gioco l’ordine naturale della regione. Clem parla a Diantha anche della fusione Ash-Greninja – anch’essa predetta da Astra – e la donna decide di saggiarne la potenza in prima persona con una lotta insieme al suo Mega Gardevoir. Diantha riesce a tenere a bada Greninja, ma è evidente che la potenza del duo Pokémon-Allenatore stia crescendo sempre di più, al punto che Ash-Greninja riesce a dissolvere la cortina d’acqua che lo avvolgeva; tuttavia l’intensità è troppa e Ash si sovraccarica svenendo un’altra volta. Diantha saluta i ragazzi preoccupata.                                                                            |                   |                                                      |
| 918                             | Lotta accesa, finale a sorpresa! 「ライバル対決！サトシVSショータ！！」 - A Full-Strength Battle Surprise! | 12 maggio 2016    | 8 ottobre 2016                                       |
| 918                             | Mentre lotta presso un Centro Pokémon, Ash incontra di nuovo Sandro, ma questa volta il ragazzo ha vinto tutte e otto le Medaglie della Lega di Kalos, di cui l’ultima proprio alla Palestra di Fractalopoli. Il rivale propone ad Ash una lotta tre contro tre, che viene accettata di buon grado. Sandro schiera Doublade, evoluzione del suo Honedge, mentre Ash sceglie Noivern. Grazie alle sue onde sonore Noivern vince il primo round, ma perde subito dopo contro Clawitzer, pericoloso e ben allenato Pokémon che sconfigge anche Hawlucha grazie a Geloraggio. Ash infine schiera Greninja e Sandro il suo Sceptile. Durante lo scontro Ash si rende conto di non riuscire ad attivare la fusione col suo Pokémon e degli incredibile progressi del rivale. Le onde di Ash e Greninja non sono minimamente in sincronia e il ragazza perde l’incontro. Sandro si unisce al gruppo, che giunge in giornata a Fractalopoli. |                   |                                                      |
| 919                             | Doccia fredda sul campolotta ghiacciato! 「エイセツジム戦！氷のバトルフィールド！！」 - All Hail the Ice Battlefield! | 19 maggio 2016    | 15 ottobre 2016                                      |
| 919                             | Arrivato a Fractalopoli, Ash si reca immediatamente alla Palestra locale, dove ad attenderlo ci sono dei Bergmite ed Edel, il Capopalestra di tipo ghiaccio. Il ragazzo, sicuro della propria vittoria, manda in campo Hawlucha, ma viene subito sorpreso dall’Abilità Grandine dell’Abomasnow di Edel, che danneggia a poco a poco l’avversario. Hawlucha se la cava egregiamente, ma viene poi facilmente sconfitto dall’asso di Edel, Avalugg. Aiutato dall’Abilità Corpogelo, che fa recuperare punti salute al Pokémon colpito da Grandine, nonché dalla mossa Slavina, maggiormente efficace dopo essere stati colpiti, Avalugg si rivela ben presto un nemico invincibile; è presto sconfitto anche Talonflame, e nonostante la sua potenza e abilità, anche la fusione Ash-Greninja deve cedere di fronte al Pokémon di Edel. Ash, sconvolto e deluso per la sconfitta, decide di isolarsi dagli amici e passare la notte nella foresta innevata. Sandro lascia il gruppo. |                   |                                                      |
| 920                             | Ritrovare la diritta via nella foresta! 「迷いの森・・・進化の夜明け！」 - Seeing the Forest for the Trees! | 26 maggio 2016    | 22 ottobre 2016                                      |
| 920                             | La mattina seguente Serena, preoccupata per Ash, va a cercarlo e lo trova depresso e senza ambizione. Ne nasce un diverbio tra i due al termine del quale Ash comprende che non può lasciarsi andare e decide quindi di sfidare la natura alla ricerca di stimoli. Sopraggiunge però una tempesta di neve che costringe il ragazzo a cercare rifugio in una grotta, mentre Lem, Clem e Serena si mettono alla ricerca dell’amico. Nel frattempo anche Greninja sta meditando da solo. Il Team Rocket tenta di approfittare della situazione per sottrarre Pikachu, ma saggiata la debolezza dei suoi attacchi, decide di desistere, deluso. Mollicino trova un riparo per i suoi amici e riesce anche ad indicare a Greninja la posizione di Ash, in pericolo durante il salvataggio di un gruppo di Spewpa. Per proteggere il Pokémon Ash e Greninja riescono di nuovo a fondersi perfettamente e a trovare la sintonia perduta. Ash, rivivendo un ricordo del passato legato all’amicizia coi Pokémon, ritrova i valori che lo contraddistinguono, i suoi amici e anche la forza per affrontare nuovamente Edel.                    |                   |                                                      |
| 921                             | Il ghiaccio si è rotto! 「サトシゲッコウガVSメガユキノオー！発動巨大水手裏剣！！」 - A Real Icebreaker! | 2 giugno 2016     | 22 ottobre 2016                                      |
| 921                             | Ash si reca da Edel per la rivincita. Il Capopalestra decide di cambiare strategia e schierare Bergmite, al quale Ash contrappone Pikachu. L’iniziale combinazione di Ventogelato e Affilatore lascia poco spazio di manovra a Pikachu, che riesce tuttavia a liberarsi dell’avversario con Codacciaio. E’ ora il turno di Avalugg, che sconfigge velocemente Pikachu e contro cui Ash sceglie Talonflame. Nonostante il Pietrataglio del Pokémon avversario, Talonflame riesce a destreggiarsi tra gli ostacoli e con Alacciaio e Nitrocarica supera anche il secondo round. Abomasnow, ultimo Pokémon di Edel, sconfigge presto Talonflame per vedersela infine contro Greninja. La fusione tra questi e Ash è ormai perfettamente padroneggiata e durante lo scontro Edel decide di Megaevolvere Abomasnow. Ash-Greninja contrappone Acqualame a Gelopugno per creare una nebbia dalla quale poi attacca con Aeroassalto. Ash vince quindi l’incontro e la Medaglia Iceberg. |                   |                                                      |
| 922                             | Un diamante allo stato grezzo! 「メレシーを探せ！ヌメルゴンとデデンネ！！」 - A Diamond in the Rough! | 9 giugno 2016     | 29 ottobre 2016                                      |
| 922                             | Ash e i suoi amici si stanno dirigendo presso Luminopoli, dove si svolgerà la Lega di Kalos, ma prima passano per le paludi del Percorso 14 a salutare Goodra e il custode Keanan. Un Carbink giocherellone e combinaguai si diverte a nascondersi dai suoi amici che lo cercano, i quali chiedono aiuto al gruppo di allenatori per trovarlo. Alla ricerca si aggiungono tutti i Pokémon della palude, come Beedrill, Ariados, Lotad, Floette e Florges, i quali alla fine scovano il pestifero Carbink. I suoi amici tuttavia sono caduti preda di un robot del Team Rocket, che viene però sconfitto dall’unione di tutti i Pokémon presenti nel Percorso. I Carbink ritornano nella loro grotta e salutano i loro nuovi amici; nel frattempo Alan ha deciso di prendere parte anch’egli alla Lega e conquista la sua ottava medaglia battendo Ornella. |                   |                                                      |
| 923                             | Gita tra gadget grandiosi! 「爆熱の機巧（からくり）フェスティバル！！」 - A Gaggle of Gadget Greatness! | 16 giugno 2016    | 17 dicembre 2016                                     |
| 923                             | Lem porta i suoi compagni al Festival dei Gadget, dove i migliori inventori di Kalos si ritrovano per mostrare al pubblico le loro invenzioni. Non si è fatto trovare impreparato neanche il Team Rocket, che, sotto copertura come ingegneri, ha progettato un congegno ruba-Pokémon. Jessie, James e Meowth si addentrato nell’enorme casa dei trabocchetti all’inseguimento di Pikachu (insieme a Chespin e Pancham), mentre anche Ash, Serena, Lem e Clem si godono il percorso pieno di imprevisti, ignari dei piani del trio. Il gruppo di allenatori scopre poi il Team Rocket in flagranza di reato mentre sta rubando delle Pokéball a dei ragazzi e riesce a sconfiggerlo distruggendo un suo enorme gadget in onore di Meowth. |                   |                                                      |
| 924                             | Una lega a parte! 「カロスリーグ開幕！メガリザードン対決・X対Y！！」 - A League of His Own! | 30 giugno 2016    | 17 dicembre 2016                                     |
| 924                             | A Luminopoli va in scena finalmente la Lega di Kalos. Il Team Rocket lavora come repoter per la TV locale insieme alla Superquattro Malva e Ash è giunto in città appena in tempo per registrarsi alla competizione, dove già lo attendono tutti i suoi rivali Sandro, Tierno, Trovato e Alan, il quale sembra avere un particolare legame col Professor Platan. Tutti i sessantaquattro partecipanti sono selezionati per il primo turno, nel quale Alan sfida Trovato e Ash affronterà un ragazzo di nome Tito. Alan col suo Mega Chaziard batte senza troppi convenevoli tutti e tre i Pokémon di Trovato: Mega Charizard, Aerodactyl e Florges. Poco prima di entrare in campo Ash viene sfidato da un allenatore che non ha vinto le otto medaglie necessarie per la Lega e, una volta sconfitto, ripone in Ash i sogni di tutti coloro che non possono competere. Quasi eliminato per ritiro a causa del ritardo, Ash inizia la sua lotta e con Greninja sconfigge Tito. |                   |                                                      |
| 925                             | Un'esperienza preziosa per tutti! 「メガジュカイン対ライチュウ！経験値いただきます！！」 - Valuable Experience for All! | 7 luglio 2016     | 24 dicembre 2016                                     |
| 925                             | Dopo che Ash batte Astrid e il suo Mega Absol per accedere alle semifinali insieme ad Alan e Remo, è ora il turno di Sandro contro Tierno. Il ballerino decide di utilizzare Ludicolo, che con Pioggiadanza e la sua Abilità Nuotovelox mettono a dura prova l’Aegislash di Sandro, che vince comunque il suo round per poi essere subito sconfitto da Raichu con Fossa. Lo Slurpuff di Sandro è inizialmente un osso troppo duro per Raichu, che deve essere richiamato in favore di Blastoise, che sconfigge il Pokémon per poi vedersela con Sceptile, l’asso di Sandro. Il Pokémon megaevolve per poter resistere con Parafulmine al Tuono di Raichu, che finisce al tappeto in poco tempo, come Blastoise poco prima. Al termine dell’incontro vengono rivelate le semifinali, che saranno lotte al meglio dei sei Pokémon: Alan contro Remo e Ash contro Sandro. Ash, per completare la sua squadra, ha chiesto a Keanan di portargli Goodra. |                   |                                                      |
| 926                             | Analisi contro passione! 「準決勝フルバトル！サトシ対ショータ！！」 - Analysis Versus Passion! | 21 luglio 2016    | 24 dicembre 2016                                     |
| 926                             | Alan accede alla finale sconfiggendo Remo e il suo Mega Garchomp. Nella seconda semifinale si affrontano i due stili opposti di Ash e Sandro e la lotta si disputerà, per la prima parte, su un campo lotta di tipo foresta. Sandro manda in campo Slaking, che incassa i colpi di Hawlucha evitando di scaldare l’avversario e per poi finirlo in un singolo colpo; tuttavia gli attacchi di Hawlucha non sono stati vani e Talonflame riesce ad atterrarlo con Baldeali. Per contrattaccare Sandro sceglie Clawitzer che con Acquagetto e Geloraggio riesce, in maniera creativa, a bloccare e sconfiggere Talonflame. Il turno successivo è di Pikachu, che atterra Clawitzer in poco tempo e si prepara ad affrontare Aegislash. |                   |                                                      |
| 927                             | Una rivalità avvincente! 「ライバル決戦！サトシゲッコウガVSメガジュカイン！！」 - A Riveting Rivalry! | 28 luglio 2016    | 31 dicembre 2016                                     |
| 927                             | Aegilash taglia gli alberi del campo per rallentare i movimenti di Pikachu e con Spadasolenne e Scudo Reale sembra non avere punti deboli. Ash escogita un piano per battere il Pokémon: far sì che esso tagli i ceppi sul campo così da permettere a Pikachu di incastrarne uno nello scudo e bloccarne la difesa. Pikachu vince dunque il round lasciando il posto Noivern, che deve vedersela con Salamence. I due Pokémon si eliminano a vicenda e a sostituirli sono lo Slurpuff di Sandro e Goodra. Slurpuff si concentra sull’offensiva con Flanciafiamme, Magibrillio e Vento di Fata, mentre Goodra contrattacca con Pazienza; anche in questo caso avviene una doppia eliminazione lasciando a Sandro solo il suo Sceptile, che sconfigge agilmente un provato Pikachu. Lo scontro decisivo è Mega Sceptile contro Ash-Greninja, una lotta senza esclusione di colpi, riflesso dell’ammirazione di Sandro verso Ash e del senso si rivalsa di quest’ultimo per la sconfitta subita. A vincere l’incontro è Ash, che accede alla sua prima finale in una Lega regionale.                                                     |                   |                                                      |
| 928                             | Passione e una certa predisposizione! 「激闘カロスリーグ！集え、すべての熱き想いよ！！」 - Kalos League Passion with a Certain Flare! | 4 agosto 2016     | 31 dicembre 2016                                     |
| 928                             | Chespin e Pancham bisticciano come sempre, questa volta per un Pan di Lumi, dolci tipici di Kalos portati alla compagnia di amici da Meyer e Lembot. Chespin durante l’inseguimento si perde e si imbatte in Marin, venuta alla Lega per incontrare Elisio e Alan. La ragazza decide di aiutare il Pokémon a ritrovare il suo allenatore e una volta che questo accade, racconta agli altri del proprio Chespin malato. Alla compagnia si unisce il Professor Platan, che rivela di aver trovato il segreto dell’unione tra Ash e Greninja: si chiama “Effetto Sintonia” ed è un evento raro quanto anticamente documentato. Nel frattempo si scopre che Malva fa parte anch’ella del Team Flare e che l’energia della Megaevoluzione accumulata da Alan servirà ad Elisio, insieme a quella di Zygarde, per un non ben precisato piano per un mondo glorioso che sta per essere attuato, nonché della collaborazione professionale che esisteva tra Platan e Alan, prima che questi lavorasse per Elisio. |                   |                                                      |
| 929                             | Finale sconsigliata ai fifoni! 「決勝戦！サトシ対アラン！！」 - Finals Not for the Faint-Hearted! | 11 agosto 2016    | 7 gennaio 2017                                       |
| 929                             | Ha inizio la finale della Lega di Kalos tra Ash e Alan. I primi ad essere chiamati a combattere sul campo lotta roccioso sono Pikachu e Tyranitar. Il Pokémon di Alan non riesce a contrattaccare efficacemente agli attacchi di Pikachu, che vince e lascia subito il posto a Noivern. Sebbene quest’ultimo utilizzi con successo le mosse supersoniche, non riesce ad avere la meglio sul Weavile di Alan, che viene poi atterrato da Hawlucha, animato dal vendicare il proprio amico. A causa di un Calcinvolo errato, Bisharp è successivamente vincente contro Hawlucha. Il turno seguente vede l’Unfezant di Alan contro il Talonflame di Ash, che danno origine ad una battaglia aerea esplosiva, al termine della quale entrambi sono esausti. E’ il turno poi di Metagross, sconfitto da Pikachu, il quale riesce a fulminare l’avversario salendogli sul dorso e resistendo ai potenti attacchi fisici. Alan allora decide di giocarsi la propria carta vincente: Charizard. |                   |                                                      |
| 930                             | L'ora della combattuta conclusione! 「カロスリーグ優勝！ サトシ頂上決戦！！」 - Down to the Fiery Finish! | 18 agosto 2016    | 7 gennaio 2017                                       |
| 930                             | Pikachu, troppo stremato dalla battaglia contro Metagross, non può opporsi a Charizard, che però lascia il posto a Bisharp. Contro di esso Ash schiera Goodra, che ancora una volta con Pazienza tenta di indebolire il Pokémon, ma non ha successo nello sconfiggerlo. Ash, rimasto con un solo Pokémon, manda in campo Greninja, che batte Bisharp facilmente. La lotta finale tra Mega Charizard e Ash-Greninja è intensa e lascia il pubblico senza fiato, ma per quanto l’Acqualame di Greninja raggiunga la massima potenza, non riesce a scalfire Charizard, che rimane l’unico dei due a non cadere al suolo. Alan quindi vince la Lega di Kalos, ma durante le celebrazioni Elisio attiva presso la Torre Prisma il suo piano per un mondo perfetto colpendo Z2 con l’arma di Xante e accrescendone l’odio verso l’umanità. Il Pokémon si trasforma nella sua forma 50% e inizia ad attaccare la città. |                   |                                                      |
| 931                             | Scalata al potere! 「襲撃フレア団！プリズムタワーのジガルデ！！」 - A Towering Takeover! | 25 agosto 2016    | 14 gennaio 2017                                      |
| 931                             | Mentre Mollicino si dirige da Z2, a Platan sovviene la predizione di Astra riguardo alla distruzione di Kalos e Ash scopre che Alan lavora per il Team Flare; sconvolto, Ash e la sua squadra vengono intorpiditi da Cytisia e portati prigionieri al cospetto di Elisio. Questi diffonde un messaggio video per tutta la regione spiegando il suo proposito: a causa della corruzione dell’essere umano, egli ha intenzione di diminuire la popolazione mondiale e rendere l’accesso al nuovo mondo, bello e puro, solo a una distretta elite, e lo farà con l’aiuto di un irato Zygarde. Elisio quindi riceve Alan, che si ribella al suo ideale, del quale era all’oscuro, e attende Mollicino, che si rivela agli occhi di Serena, Lem e Clem, nel frattempo giunti anch’essi alla Torre Prisma grazie alla Maschera di Blaziken, proprio come Zygarde forma 50% per opporsi a Z2. |                   |                                                      |
| 932                             | Sogni che dividono! 「衝撃ジガルデ対ジガルデ！壊れゆく世界！！」 - Coming Apart at the Dreams! | 1º settembre 2016 | 21 gennaio 2017                                      |
| 932                             | Serena prende a cuore la situazione di Marin, precedentemente salvata da Platan e portata anch’ella alla Torre Prisima dove si trovano tutti gli altri. Insieme decidono di andare ai Laboratori Elisio per salvare Chespy, il Chespin della ragazza, accompagnate proprio da Platan e da degli alleati improbabili, ovvero il Team Rocket: Jessie, James e Meowth si stanno infatti fingendo reporter durante lo scontro. Elisio rivela ad Alan che la sua energia della Megaevoluzione accumulata per il Team Flare serve per il piano in atto e che è stato tratto in inganno credendo di aiutare invece Chespy. Ash perdona il ragazzo e, fuori di sé, si libera dalla prigionia grazie all’Effetto Sintonia con Greninja; insieme ad Alan, egli si prepara ad affrontare Elisio, che spiega ai ragazzi l’origine della propria sfiducia nel genere umano. Xante invece aziona il raggio su Mollicino che sta lottando contro Z2. |                   |                                                      |
| 933                             | A ogni impresa il suo eroe! 「突撃ミアレジム！シトロイドよ永遠に！！」 - The Right Hero for the Right Job! | 8 settembre 2016  | 28 gennaio 2017                                      |
| 933                             | Ash e Alan, che stanno lottando contro Elisio e il suo Mega Gyarados, vengono raggiunti da Malva, unitasi alla causa dei ragazzi; lo stesso fa Rocco Petri, Campione di Hoenn giunto dalla sua regione per aiutare Serena e Platan ai Laboratori Elisio, dove anche il Team Rocket svela la sua vera identità per opporsi al malvagio team. Clem, invece, addolorata per la condizione in cui versa Mollicino, tenta in ogni modo di farlo rinsavire, infine riuscendovi cantandogli la loro canzone. Nel mentre, con Bromelia e Akebia sconfitte, Lem può introdursi nella Torre Prisma e raggiungere Xante e la sua arma, che contiene il congegno di controllo di Zygarde. Lem combatte contro lo scienziato e Lembot, approfittando della sua distrazione, si collega alla macchina per manometterla; tuttavia Lem per poter arrestare il raggio deve anche cancellare la memoria di Lembot. Tra le lacrime Lem disconnette la sua creazione e anche il secondo Zygarde torna libero. |                   |                                                      |
| 934                             | Una difesa granitica! 「進撃する巨石！カロス防衛線！！」 - Rocking Kalos Defenses! | 15 settembre 2016 | 4 febbraio 2017                                      |
| 934                             | Con anche Cytisia e Martynia sconfitte per mano di Jessie e James, la squadra di salvataggio di Chespy è pronta a lasciare i Laboratori, quando si imbatte in una roccia gigante che assorbe il Pokémon e si risveglia in uno Zygarde golemico che si dirige verso la meridiana di Fluxopoli, la cui energia della Megaevoluzione attrae il mostro. Rocco e Platan analizzano che esso è fonte di un’energia simile a quella di Zygarde e che se dovesse entrare in contatto con la meridiana il mondo intero verrebbe distrutto. Anche Ash, Alan, Lem, Clem, Malva e la Maschera di Blaziken raggiungono i loro compagni, ma i loro sforzi congiunti insieme ai loro Pokémon non sortiscono alcun effetto. Quanto tutto sembra perduto vengono in aiuto dei ragazzi Diantha e gli otto Capipalestra di Kalos, pronti a unire le forze per fermare il mostro. |                   |                                                      |
| 935                             | Un'unione perfetta! 「反撃のジガルデ！カロス最終決戦！！」 - Forming a More Perfect Union! | 15 settembre 2016 | 11 febbraio 2017                                     |
| 935                             | Ash e Alan si dirigono verso il nucleo della roccia gigante per liberare Chespy, coperti da tutti i Capipalestra che, uno a uno, cadono ineluttabilmente di fronte al potere del mostro. Grazie all’aiuto decisivo di Diantha, Rocco e Ash, Alan riesce a prelevare Chespy, causando così l’arresto apparente della roccia. Elisio, che sembrava essersi suicidato alla Torre Prisma, sorge trionfante a capo della sua arma finale pronto per finirne l’opera. I due nuclei di Zygarde, osservando i sacrifici e le difficoltà degli umani, sono mossi a compassione e decidono di intervenire per fermare Elisio e salvare il pianeta; chiamano a sé dunque la totalità delle loro Cellule sparse per il mondo per raggiungere quella che è la forma 100% di Zygarde, la quale sconfigge definitivamente Elisio, uccidendolo. Con il mondo tornato alla pace, Chespy finalmente esce dal coma e Mollicino saluta Clem ricordando le loro avventure, e con Z2 scompare per riposarsi. |                   |                                                      |
| 936                             | Lottare ricominciando da zero! 「はじまりはゼロ！シトロンの決断！！」 - Battling with a Clean Slate! | 6 ottobre 2016    | 16 febbraio 2017                                     |
| 936                             | Il Team Rocket riceve i complimenti da Giovanni per aver contribuito al rovesciamento del Team Flare nella regione di Kalos, ma non si accontenta e vuole preparare un ultimo colpo ai danni di Pikachu. Nel frattempo Ash, Serena, Lem e Clem si rilassano al laboratorio del Professor Platan insieme a Marin e Alan, e mentre questi pensa a come espiare le colpe passate, il Team Rocket agisce e rapisce Pikachu, per essere come al solito sconfitto. Lem invece ha programmato un nuovo Lembot, che riceve la visita di Alvin, giovane allenatore che fu sconfitto in passato dalla vecchia intelligenza artificiale e in cerca di una rivincita; il ragazzo vince la Medaglia Voltaggio. Ash si prepara a tornare a Kanto, Alan accetta di tornare ad essere l’assistente di Platan, mentre invece Serena è ancora titubante sul da farsi. |                   |                                                      |
| 937                             | Il primo giorno di una nuova vita! 「サトシとラストバトル！セレナの選択！！」 - The First Day of the Rest of Your Life! | 13 ottobre 2016   | 17 febbraio 2017                                     |
| 937                             | Per allietare le difficili giornate della gente di Kalos, ancora scossa dalla lotta contro Elisio e indaffarata nella ricostruzione della città, Serena chiede a Platan di organizzare un’esibizione in piazza; a partecipare insieme a lei ci sono anche Shana e Jessie, che accarezza l’idea di essere una Performer a tempo pieno. La sera stessa Serena confida alla madre le sue insicurezze, ovvero perdere l’esperienza ottenuta smettendo di viaggiare. Il giorno seguente Ash nota che la ragazza è pensierosa e le propone una sfida perché si chiarisca le idee; mentre Braixen affronta Pikachu Serena comprende, grazie all’aiuto di Ash, che cosa realmente voglia e chiama Paloma per notificarle che non intende accettare la sua proposta. Ella infatti preferisce continuare a viaggiare per scoprire il mondo e portare gioia alla gente; Paloma allora le consiglia di prendere parte alle Gare Pokémon di Hoenn e Serena accetta entusiasta, comunicandolo ai suoi amici. |                   |                                                      |
| 938                             | Per il bene di tanti! 「さらばサトシゲッコウガ！クセロシキの逆襲！！」 - Facing the Needs of the Many! | 20 ottobre 2016   | 20 febbraio 2017                                     |
| 938                             | Dopo aver riportato Goodra da Keanan alla sua case nelle paludi, Ash e i suoi amici si rimettono in cammino verso l’aeroporto di Luminopoli e si imbattono prima in una delle radici mostruose precedentemente distrutte e successivamente in Xante, che pianifica un ritorno del Team Flare e rapisce Lem per farne un suo subalterno. Ash e Greninja, l’unico a poter vedere l’origine di tale fenomeno nel sottosuolo, riescono a sgominare lo scienziato ed arrestarlo, ma il pericolo non è cessato; a salvare il gruppo da un ulteriore attacco di una radice sono Mollicino e Z2, corsi in loro soccorso, ma anche per avanzare una richiesta a Greninja: unirsi a loro nel debellare il male che ancora attanaglia la regione. Ash, comprendendo che solo il Pokémon può riuscirci e che è il suo destino, lo lascia andare. Clem dice addio a Mollicino e promette di ritrovarlo in futuro. |                   |                                                      |
| 939                             | Alla prossima! 「終わりなきゼロ！ また逢う日まで！！」 - Till We Compete Again! | 27 ottobre 2016   | 21 febbraio 2017                                     |
| 939                             | Ash, Serena, Lem e Clem sono pronti per salutarsi definitivamente e seguire ognuno i propri sogni. All’aeroporto di Luminopoli però Dedenne si rifiuta inizialmente di accettare la realtà della separazione, ma viene poi calmato e rassicurato dal gruppo. Serena si imbarca per il volo H71 per Hoenn, ma prima di andare dà un bacio ad Ash, con grande imbarazzo di Lem e Clem. Il capopalestra di Luminopoli chiede all’amico un’ultima lotta prima di partire, specchio del loro primo incontro quando Ash arrivò a Kalos; poco dopo il ragazzo parte per Pallet e giunge a destinazione. A seguire Ash c’è sempre il Team Rocket, diretto al Quartier Generale di Kanto dopo aver ingannato Giovanni con un falso montaggio sulla loro vittoria contro il Team Flare. |                   |                                                      |